# Teorias do imperialismo
A teoria do imperialismo refere-se a uma série de abordagens teóricas para compreender a expansão do capitalismo em novas áreas, o desenvolvimento desigual de diferentes países, e sistemas económicos que podem levar ao domínio de alguns países sobre outros. Estas teorias são consideradas distintas de outros usos da palavra imperialismo que se referem à tendência geral dos impérios ao longo da história para procurar o poder e a expansão territorial. A teoria do imperialismo é frequentemente associada à economia marxista, mas também houve várias teorias desenvolvidas por não marxistas. A maioria das teorias do imperialismo, com a notável exceção do ultraimperialismo, sustentam que a exploração imperialista conduz à guerra, à colonização e à desigualdade internacional.

## Primeiras teorias

### Marx

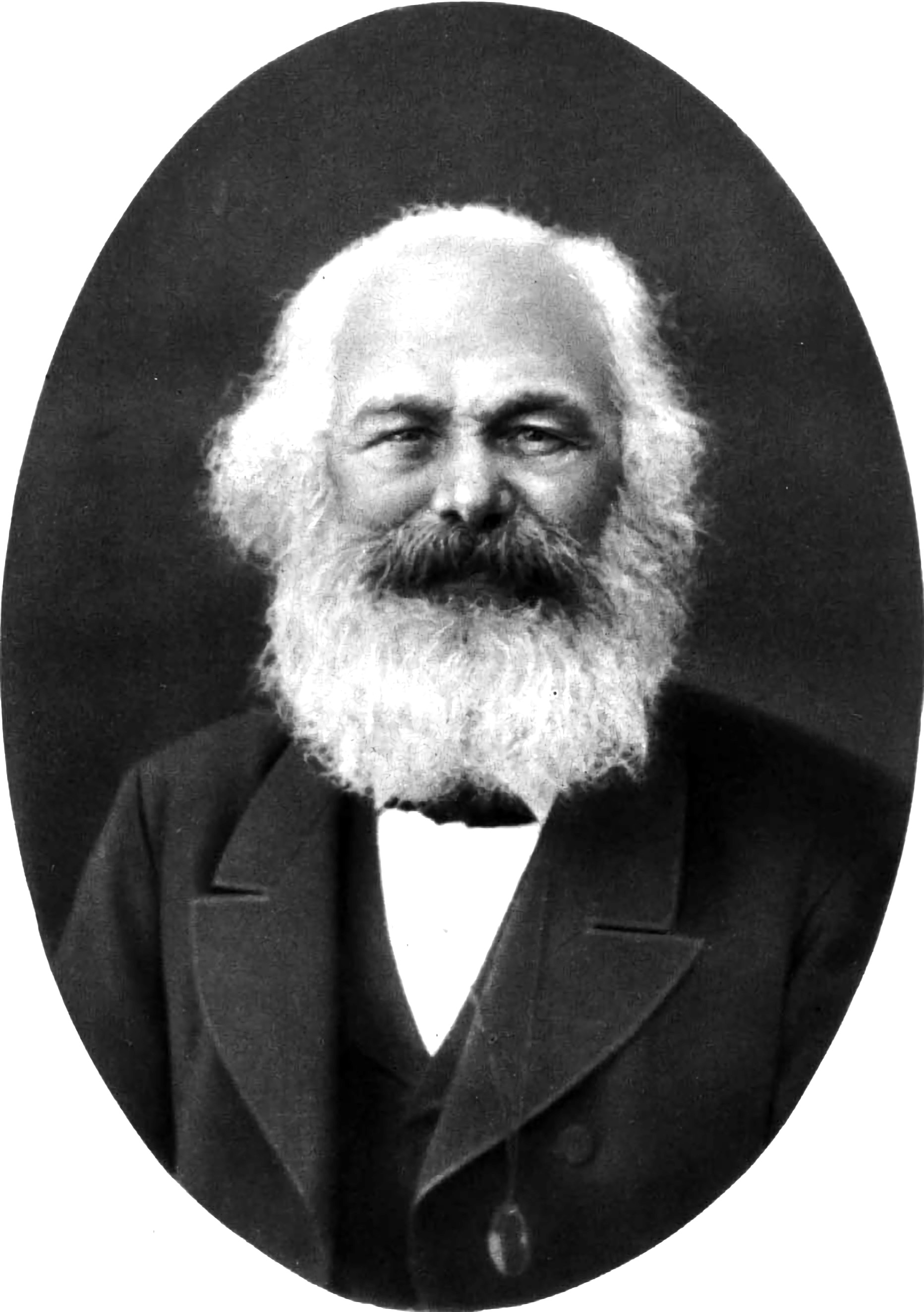
Karl Marx não escreveu sobre o imperialismo diretamente, mas inspirou muitas teorias posteriores

Apesar de a maioria das teorias do imperialismo estarem associadas ao marxismo, Karl Marx nunca utilizou o termo imperialismo, nem escreveu sobre quaisquer teorias comparáveis. No entanto, muitos escritores sugeriram que ideias integrantes de teorias posteriores do imperialismo estavam presentes nos escritos de Marx. Por exemplo, Frank Richards em 1979 observou que já na Grundrisse "Marx antecipou a época Imperialista". Lucia Pradella argumentou que já havia uma teoria imanente do imperialismo nos estudos não publicados de Marx sobre a economia mundial.
A teoria de Marx sobre a tendência de queda da taxa de lucro foi considerada particularmente importante para os teóricos posteriores do imperialismo, pois parecia explicar a razão pela qual as empresas capitalistas exigem consistentemente áreas de maior rentabilidade para se expandirem. Marx também notou a necessidade de o modo de produção capitalista como um todo se expandir constantemente para novas áreas, escrevendo que "'[a] necessidade de um mercado em constante expansão persegue a burguesia em toda a superfície do globo. Deve aninhar-se em todo o lado, instalar-se em todo o lado, estabelecer ligações em todo o lado".
Marx também argumentou que o atraso de certas sociedades coloniais só poderia ser explicado através de uma intervenção externa. Na Irlanda, Marx argumentou que a repressão inglesa forçara a sociedade irlandesa a permanecer num modo pré-capitalista. Na Índia, Marx criticou o papel do capital mercantil, que via como impedindo a transformação da sociedade, onde o capital industrial poderia, de outro modo, trazer mudanças progressivas. Os escritos de Marx sobre sociedades coloniais são frequentemente considerados pelos marxistas modernos como contendo contradições ou previsões incorretas, mesmo que a maioria concorde que ele lançou as bases para entendimentos posteriores do imperialismo.

### Hobson

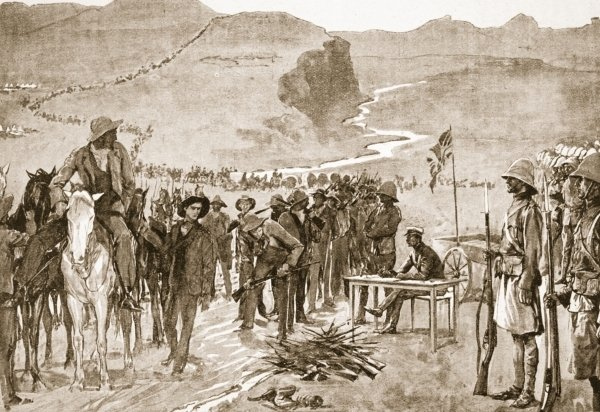
Como muitos liberais, a objeção de Hobson ao imperialismo foi reforçada por sua repulsa pelo desequilíbrio de poder na Guerra dos Bôeres.

J. A. Hobson era um economista liberal inglês cuja teoria do imperialismo foi extremamente influente entre os economistas marxistas, particularmente Vladimir Lenin, e Paul Baran e Paul Sweezy. Hobson é melhor recordado pelo seu Imperialismo: Um Estudo, publicado em 1902, que associava o imperialismo ao crescimento do capital monopolista e a uma subsequente crise de subconsumo. Hobson argumentou que o crescimento dos monopólios dentro dos países capitalistas tende a concentrar o capital em menos mãos, levando a um aumento da riqueza, e a um correspondente declínio no investimento. Esta poupança excessiva em relação ao investimento leva a uma falta crónica de demanda, que pode ser aliviada quer através da procura de novos territórios para investir, quer através da procura de novos mercados com maior demanda de bens. Estes dois impulsos resultam na necessidade de salvaguardar os investimentos estrangeiros do monopólio, ou quebrar as proteções existentes para melhor penetrar nos mercados estrangeiros, aumentando a pressão para anexar países estrangeiros.
A oposição de Hobson ao imperialismo foi informada por seu liberalismo, particularmente o liberalismo radical de Richard Cobden (defendido por este na Escola de Manchester) e Herbert Spencer .  Ele alegou que o imperialismo era um mau negócio devido ao alto risco e aos altos custos, além de ser ruim para a democracia e moralmente repreensível . Ele afirmou que o imperialismo beneficiou apenas alguns poucos indivíduos selecionados, ao invés da maioria dos cidadãos britânicos, ou mesmo a maioria dos capitalistas britânicos. Como alternativa, ele propôs uma solução proto-keynesiana de estimular a demanda por meio da redistribuição parcial da renda e da riqueza nos mercados domésticos.
A oposição de Hobson ao imperialismo foi informada pelo seu liberalismo, particularmente o liberalismo radical de Richard Cobden e Herbert Spencer. Ele alegou que o imperialismo era mau negócio devido ao alto risco e custos elevados, bem como ser mau para a democracia, e moralmente repreensível. Afirmou que o imperialismo beneficiou apenas alguns indivíduos selecionados, em vez da maioria dos cidadãos britânicos, ou mesmo a maioria dos capitalistas britânicos. Como alternativa, propôs uma solução proto-keynesiana de estimular a procura através da redistribuição parcial do rendimento e da riqueza dentro dos mercados domésticos.
As ideias de Hobson foram imensamente influentes, e a maioria das teorias posteriores do imperialismo foram de alguma forma moldadas pelos argumentos de Hobson. Os historiadores Peter Duignan e Lewis H. Gann argumentam que Hobson teve uma enorme influência no início do século XX entre pessoas de todo o mundo:
As ideias de Hobson não eram inteiramente originais; no entanto, o seu ódio aos homens ricos e aos monopólios, a sua aversão aos pactos secretos e à fanfarronice pública, fundiram todas as acusações existentes do imperialismo num sistema coerente [...] As suas ideias influenciaram os opositores nacionalistas alemães do Império Britânico, bem como os anglófobos e marxistas franceses; coloriram os pensamentos dos liberais americanos e dos críticos isolacionistas do colonialismo. Nos dias vindouros, iriam contribuir para a desconfiança americana em relação à Europa Ocidental e ao Império Britânico. Hobson ajudou a tornar os britânicos avessos ao exercício do domínio colonial; forneceu aos nacionalistas indígenas da Ásia e África as munições para resistir ao domínio da Europa.— Peter Duignan and Lewis H. Gann Burden of Empire: An Appraisal of Western Colonialism in Africa South of the Sahara page 59.
Em 1911, Hobson invertera largamente a sua posição sobre o imperialismo, pois estava convencido pelos argumentos dos seus colegas liberais radicais Joseph Schumpeter, Thorstein Veblen, e Norman Angell. Estes argumentavam que o próprio imperialismo era mutuamente benéfico para todas as sociedades envolvidas, desde que não fosse perpetrado por um poder de natureza fundamentalmente aristocrática e militarista. Esta distinção entre um "imperialismo industrial" benigno e um "imperialismo militarista" prejudicial era semelhante às ideias iniciais de Spencer, e provaria ser fundamental para as histórias posteriores não marxistas do imperialismo.

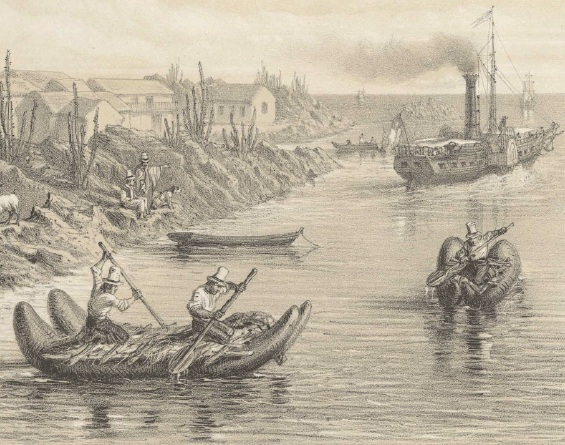
Um barco a vapor moderno e jangadas primitivas no porto chileno de Huasco na década de 1850 ilustram o conceito de desenvolvimento desigual.

Leon Trotsky começou a expressar a sua teoria do desenvolvimento desigual e combinado em 1906, embora o conceito só se tornasse proeminente na sua escrita a partir de 1927. Trotsky observou que diferentes países se desenvolveram e avançaram em grande medida independentemente uns dos outros, de formas quantitativamente desiguais (por exemplo, a taxa local e o âmbito do crescimento económico e do crescimento populacional) e qualitativamente diferentes (por exemplo, culturas e características geográficas específicas do país). Por outras palavras, os países tinham a sua própria história nacional específica com peculiaridades nacionais. Ao mesmo tempo, todos os diferentes países não existiam em completo isolamento uns dos outros; eram também partes interdependentes de uma sociedade mundial, uma totalidade maior, onde todos coexistiam em conjunto, na qual partilhavam muitas características, e onde se influenciavam mutuamente através de processos de difusão cultural, comércio, relações políticas e vários "efeitos colaterais" de um país para outro.
Em A História da Revolução Russa, publicado em 1932, Trotsky ligou a sua teoria do desenvolvimento a uma teoria do imperialismo. Na teoria do imperialismo de Trotsky, a dominação de um país por outro não significa que o país dominado esteja totalmente impedido de se desenvolver, mas sim que se desenvolve principalmente conforme as exigências do país dominante.
Os escritos posteriores de Trotsky mostram que o desenvolvimento desigual e combinado é menos uma teoria da economia do desenvolvimento, e mais uma categoria dialética geral que rege o desenvolvimento pessoal, histórico, e mesmo biológico. A teoria foi, no entanto, influente nos estudos do imperialismo, dado que pode ter influenciado passagens no Finance Capital de Rudolf Hilferding, bem como teorias posteriores de geografia económica.

### Hilferding

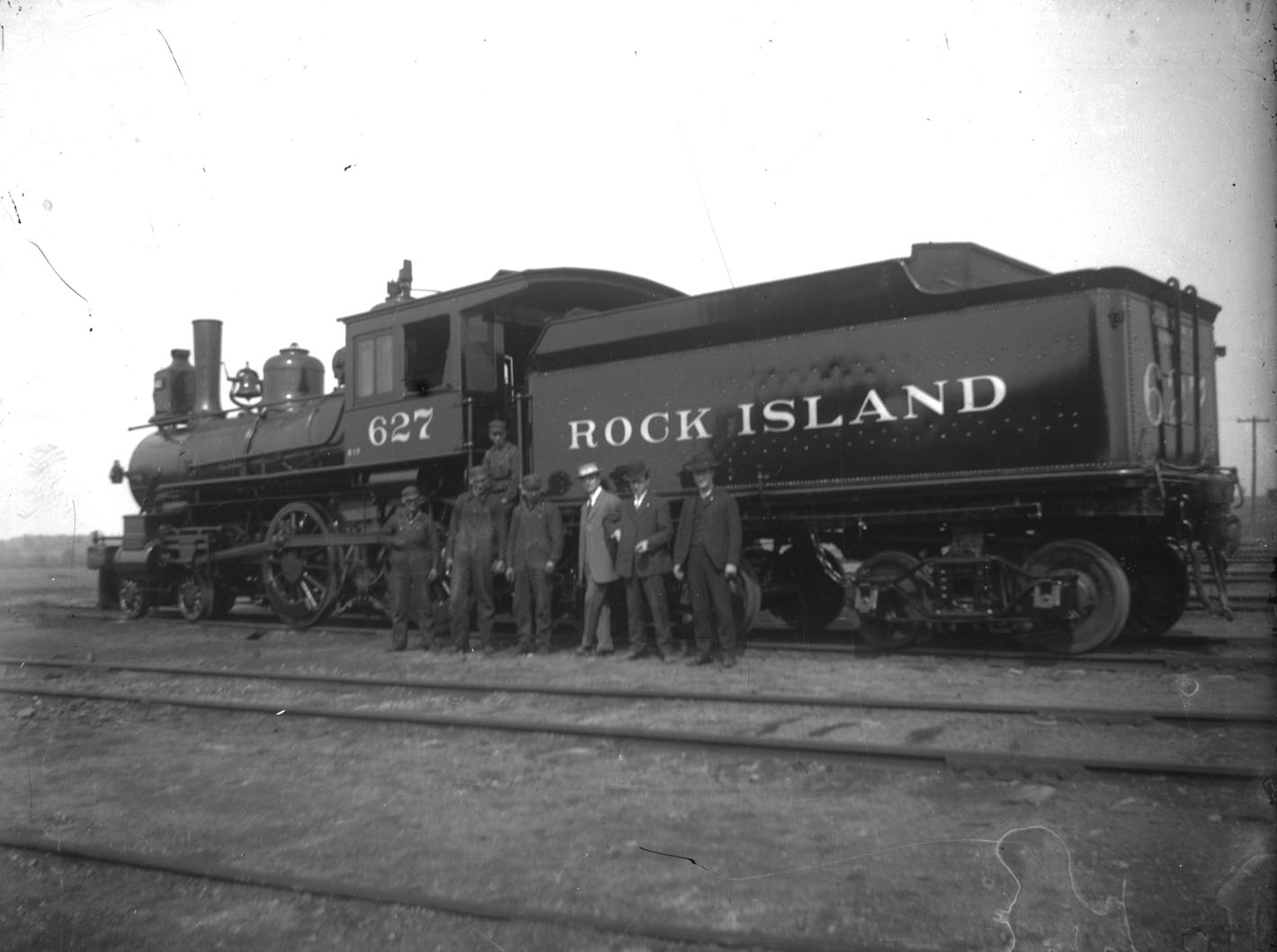
Hilferding citou a Rock Island Railroad Company como uma concentração típica de capital financeiro.

O Finance Capital de Rudolf Hilferding, publicado em 1910, é considerado a primeira das teorias marxistas "clássicas" do imperialismo, que seria codificada e popularizada por Nikolai Bukharin e Lenin. Hilferding começou a sua análise do imperialismo com um tratamento muito completo da economia monetária e uma análise da ascensão das sociedades por ações. A ascensão das sociedades por ações, bem como dos monopólios bancários, levou a concentrações de capital sem precedentes. À medida que os monopólios assumiam o controlo direto da compra e venda, as oportunidades de investimento no comércio diminuíam. Isto teve o efeito de forçar essencialmente os monopólios bancários a investir diretamente na produção, como escreve Hilferding:
Uma parte crescente do capital da indústria não pertence aos industriais que o utilizam. Só podem dispor do capital através dos bancos, que representam os proprietários. Por outro lado, os bancos têm de investir uma parte crescente do seu capital na indústria e, desta forma, tornam-se cada vez mais capitalistas industriais. Chamo capital bancário, ou seja, capital sob a forma de dinheiro que é efetivamente transformado desta forma em capital industrial, capital financeiro.— Hilferding Finance Capital page 225.

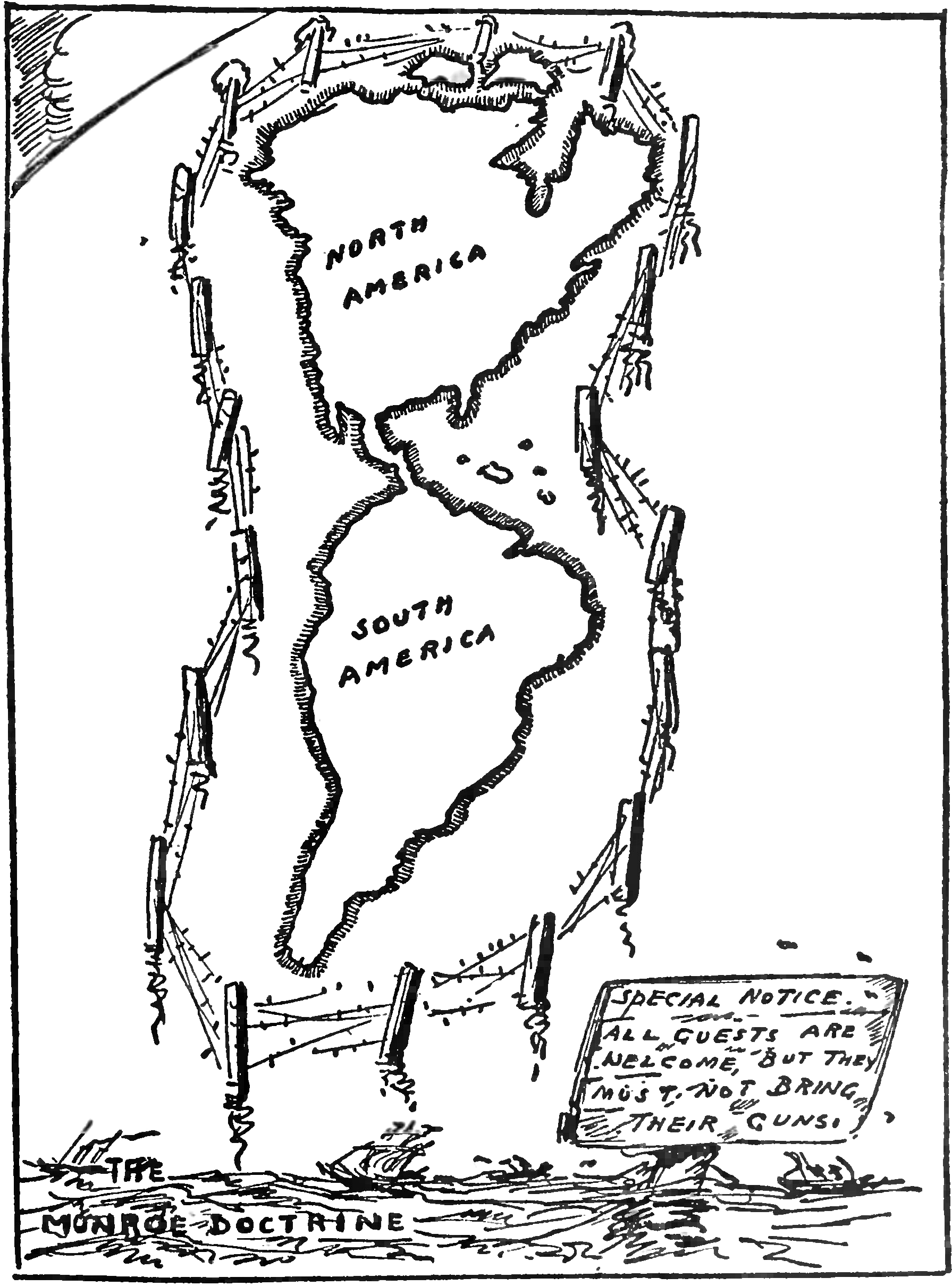
Para Hilferding, a Doutrina Monroe era um exemplo de capital financeiro dos Estados Unidos exacerbando a divisão territorial do mundo.

O capital financeiro de Hilferding é melhor entendido como uma fração do capital em que as funções de capital financeiro e capital industrial estão unidas. A era do capital financeiro seria marcada por grandes empresas que são capazes de angariar dinheiro a partir de uma vasta gama de fontes. Estas empresas com uma grande quantidade de capital financeiro procurariam então expandir-se para uma grande área de operações, de modo a realizar um uso mais eficiente dos recursos naturais e, tendo monopolizado essa área, erigir tarifas sobre os bens exportados, a fim de explorar a sua posição de monopólio. Este processo é resumido por Hilferding como se segue:
A política de capital financeiro tem três objetivos: (1) estabelecer o maior território económico possível; (2) fechar este território à concorrência estrangeira por um muro de tarifas protetoras, e consequentemente (3) reservá-lo como uma área de exploração para as associações monopolistas nacionais.— Hilferding Finance Capital page 226.
Para Hilferding, os monopólios exploravam todos os consumidores dentro das suas áreas protegidas, e não apenas os sujeitos coloniais, no entanto, ele acreditava que "[o]s métodos violentos são da essência da política colonial, sem os quais perderia a sua lógica capitalista". Assim, tal como Hobson, Hilferding acreditava que o imperialismo beneficiava apenas uma minoria da burguesia.
Embora reconhecido por Lenine como um importante contribuinte para a teoria do Imperialismo, a posição de Hilferding como ministro das finanças na República de Weimar desde 1923 desacreditou-o aos olhos de muitos socialistas. A influência de Hilferding nas teorias posteriores foi assim transmitida em grande parte através do trabalho de Lenin, já que o seu próprio trabalho foi raramente reconhecido ou traduzido, e saiu de circulação várias vezes.

### Luxemburgo

Luxemburgo escreveu que as guerras do ópio foram típicas das tentativas imperialistas europeias de penetrar em novos mercados.

Rosa Luxemburgo seguiu de muito perto a interpretação de Marx sobre a expansão do modo de produção capitalista. Em The Accumulation of Capital, publicado em 1913, Luxemburgo recorreu a uma leitura atenta de Marx para fazer vários argumentos sobre o Imperialismo. Primeiro, argumentou que Marx tinha cometido um erro lógico na sua análise da reprodução alargada, o que impossibilitaria a venda de mercadorias a preços suficientemente elevados para cobrir os custos de reinvestimento. Isto significaria que seriam necessários compradores externos ao sistema capitalista para que a produção capitalista se mantivesse rentável. Em segundo lugar, argumentou que o capitalismo está rodeado por economias pré-capitalistas, e que a concorrência força as empresas capitalistas a expandir-se para estas economias e, em última análise, a destruí-las. Estes impulsos concorrentes para explorar e destruir as sociedades pré-capitalistas levaram Luxemburgo à conclusão de que o capitalismo acabaria quando se esgotassem as sociedades pré-capitalistas para explorar, levando-a a fazer campanha contra a guerra e o colonialismo.
O argumento subconsumista de Luxemburgo foi fortemente criticado por muitos economistas marxistas e não marxistas como sendo demasiado primitivo, embora tenha ganho um notório defensor em György Lukács. Apesar de a análise de Luxemburgo sobre o imperialismo não se tenha revelado tão influente como outras teorias, foi elogiada por exortar os primeiros marxistas a concentrarem-se no Sul Global em vez de se concentrarem apenas nos países avançados e industrializados.

### Kautsky

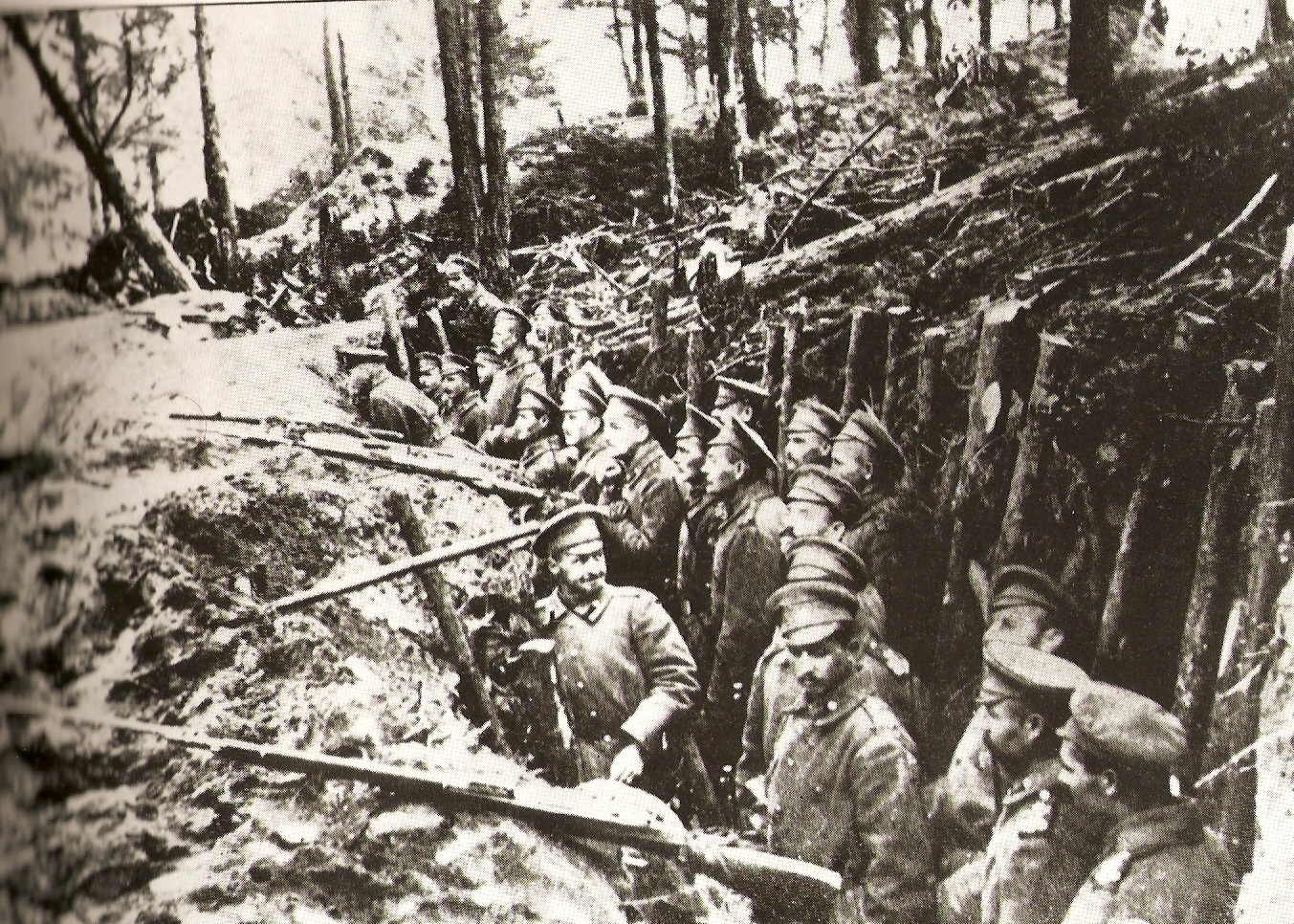
As teorias clássicas do imperialismo foram escritas em antecipação ou em resposta ao assassinato da Primeira Guerra Mundial

Antes da Primeira Guerra Mundial Hobson, bem como Karl Liebknecht, teorizaram que os Estados imperialistas poderiam, no futuro, transformar-se potencialmente em cartéis interestaduais que poderiam explorar mais eficientemente o resto do mundo sem causar guerra na Europa. Em 1914, Karl Kautsky expressou uma ideia semelhante, cunhando o termo ultraimperialismo, ou uma fase de cooperação pacífica entre potências imperialistas, onde os países renunciariam às corridas armamentistas, e limitariam a concorrência. Isto implicava que a guerra não é essencial ao capitalismo, e que os socialistas deveriam agitar-se no sentido de um capitalismo pacífico, em vez de um fim ao imperialismo.
A ideia de Kautsky é frequentemente melhor recordada pelas frequentes críticas de Lenine ao conceito. Numa introdução ao Imperialism and World Economy de Bukharin, por exemplo, Lenin argumentou que "em abstrato pode-se pensar numa tal fase. Na prática, porém, aquele que nega as tarefas agudas de hoje em nome de sonhos sobre tarefas suaves do futuro torna-se um oportunista".
Apesar de ter sido duramente criticado nos seus próprios dias, o ultraimperialismo foi reavivado para descrever instâncias de cooperação interimperialista em anos posteriores, tais como a cooperação entre Estados capitalistas na Guerra Fria. Comentadores também apontaram semelhanças entre a teoria de Kautsky e a teoria do império de Michael Hardt e Antonio Negri, no entanto, é contestado pelos autores.

### Bukharin

Bukharin citou as gigantescas empresas latifundiárias no Kamerun alemão como exemplos de empresas monopolistas alinhadas com um bloco imperialista nacional.

O Imperialism and World Economy de Nikolai Bukharin, escrito em 1915, serviu principalmente para clarificar e refinar as ideias anteriores de Hilferdung, e enquadrá-las numa perspetiva anti-imperialista mais consistente. A principal diferença de Bukharin com Hilferdung foi que em vez de um único processo que leva ao imperialismo (a crescente concentração de capital financeiro), Bukharin viu dois processos concorrentes que iriam criar fricção e guerra. Estes foram a "internacionalização" do capital (a crescente interdependência da economia mundial), e a "nacionalização" do capital (a divisão do capital em blocos de poder nacionais). O resultado destas tendências seriam grandes blocos nacionais de capital competindo dentro de uma economia mundial, ou, segundo as palavras de Bukharin:
[V]árias esferas do processo de concentração e organização estimulam-se mutuamente, criando uma tendência muito forte para transformar toda a economia nacional numa gigantesca empresa combinada sob a tutela dos reis financeiros e do Estado capitalista, uma empresa que monopoliza o mercado nacional. [...] Segue-se que o capitalismo mundial, o sistema mundial de produção, assume no nosso tempo o seguinte aspeto: algumas entidades económicas consolidadas e organizadas ("as grandes potências civilizadas"), por um lado, e uma periferia de países subdesenvolvidos com um sistema semiagrícola ou agrário, por outro.— Bukharin Imperialism and World Economy pages 73-74.
A concorrência e outras forças de mercado independentes seriam, neste sistema, relativamente restringidas a nível nacional, mas muito mais disruptivas a nível mundial. Assim, o monopólio não era um fim da concorrência, mas cada intensificação sucessiva do capital do monopólio em blocos maiores implicaria uma forma de concorrência muito mais intensa, a escalas cada vez maiores.
A teoria do imperialismo de Bukharin também é notável por reintroduzir a teoria de uma aristocracia operária, a fim de explicar o aparente fracasso da Segunda Internacional. Bukharin argumentou que o aumento dos superlucros das colónias constituía a base para salários mais elevados nos países avançados, levando alguns trabalhadores a identificarem-se com os interesses do seu Estado e não da sua classe. A mesma ideia seria retomada por Lenin.

### Lenin

Lenin na Suíça, na época em que escreveu Imperialismo: Fase Superior do Capitalismo

Apesar de ser um texto relativamente pequeno que procurava apenas resumir as ideias anteriores de Hobson, Hilferdung e Bukharin, o panfleto Imperialismo: Fase Superior do Capitalismo de Vladimir Lenin, é certamente o texto mais influente e amplamente lido sobre o tema do imperialismo.
O argumento de Lenin difere dos escritores anteriores na medida em que, em vez de ver o imperialismo como uma política distinta de certos países e Estados (como Bukharin tinha feito, por exemplo), viu o imperialismo como uma nova etapa histórica no desenvolvimento capitalista, e todas as políticas imperialistas eram simplesmente características desta etapa. A progressão para esta fase estaria completa quando:
- "(1) a concentração da produção e do capital desenvolveu-se até uma fase tão elevada que criou monopólios que desempenham um papel decisivo na vida económica".
- "(2) a fusão de capital bancário com capital industrial, e a criação, com base neste 'capital financeiro' de uma oligarquia financeira".
- "(3) a exportação de capitais, tal como distinguida da exportação de mercadorias, adquire uma importância excecional"
- "(4) a formação de associações de capitalistas monopolistas internacionais que partilham o mundo entre si".
- "(5) a divisão territorial de todo o mundo entre as maiores potências capitalistas está concluída".[54]

A importância do panfleto de Lenin tem sido debatida por escritores posteriores devido ao seu estatuto no seio do movimento comunista. Alguns, como Anthony Brewer, argumentaram que o imperialismo é um "esboço popular" que tem sido tratado injustamente como um "texto sagrado", e que muitos argumentos (como a asserção de Lenin de que a indústria requer a exportação de capital para sobreviver) não estão tão bem desenvolvidos como no trabalho dos seus contemporâneos. Outros argumentaram que a prefiguração de Lenin de uma divisão do núcleo periférico e o uso do termo "sistema mundial" foram cruciais para o desenvolvimento posterior da teoria da dependência e da teoria dos sistemas mundiais.

## Teorias do pós-guerra

### Baran e Sweezy
Entre a publicação de Imperialismo de Lenin em 1916 e a Teoria do Desenvolvimento Capitalista de Paul Sweezy em 1942 e Economia Política de Crescimento de Paul A. Baran em 1957, houve uma notável falta de desenvolvimento na teoria marxista do imperialismo, melhor explicada pela elevação de Trabalho de Lenin para o status de ortodoxia marxista. Como Hobson, Baran e Sweezy empregaram uma linha de raciocínio subconsumista para argumentar que o crescimento infinito do sistema capitalista é impossível. Eles argumentaram que, à medida que o capitalismo se desenvolve, os salários tendem a diminuir e, com eles, o nível total de consumo. A capacidade do consumo de absorver a produção produtiva total da sociedade é, portanto, limitada, e essa produção deve então ser reinvestida em outro lugar. Uma vez que Sweezy implica que seria impossível reinvestir continuamente em máquinas produtivas (o que apenas aumentaria a produção de bens de consumo, aumentando o problema inicial), há uma contradição irreconciliável entre a necessidade de aumentar os investimentos para absorver o excedente de produção, e o necessidade de reduzir a produção geral para atender à demanda do consumidor. Esse problema pode, entretanto, ser adiado por meio de investimentos em aspectos improdutivos da sociedade (como os militares) ou por meio da exportação de capital.
Entre a publicação do Imperialismo de Lenin em 1916 e a The Theory of Capitalist Development de Paul Sweezy em 1942 e a Political Economy of Growth de Paul A. Baran em 1957, houve uma notável falta de desenvolvimento na teoria marxista do imperialismo, melhor explicada pela elevação da obra de Lenin ao estatuto de ortodoxia marxista. Tal como Hobson, Baran e Sweezy empregaram uma linha de raciocínio de subconsumo para argumentar que o crescimento infinito do sistema capitalista é impossível. Argumentaram que à medida que o capitalismo se desenvolve, os salários tendem a diminuir, e com eles, o nível total de consumo. A capacidade de consumo para absorver a produção produtiva total da sociedade é, portanto, limitada, e esta produção deve então ser reinvestida noutro lugar. Uma vez que Sweezy implica que seria impossível reinvestir continuamente em maquinaria produtiva (o que apenas aumentaria a produção de bens de consumo, aumentando o problema inicial), existe uma contradição irreconciliável entre a necessidade de aumentar os investimentos para absorver a produção excedentária, e a necessidade de reduzir a produção global para corresponder à procura dos consumidores. Este problema pode, contudo, ser atrasado através de investimentos em aspetos improdutivos da sociedade (tais como os militares), ou através da exportação de capital.

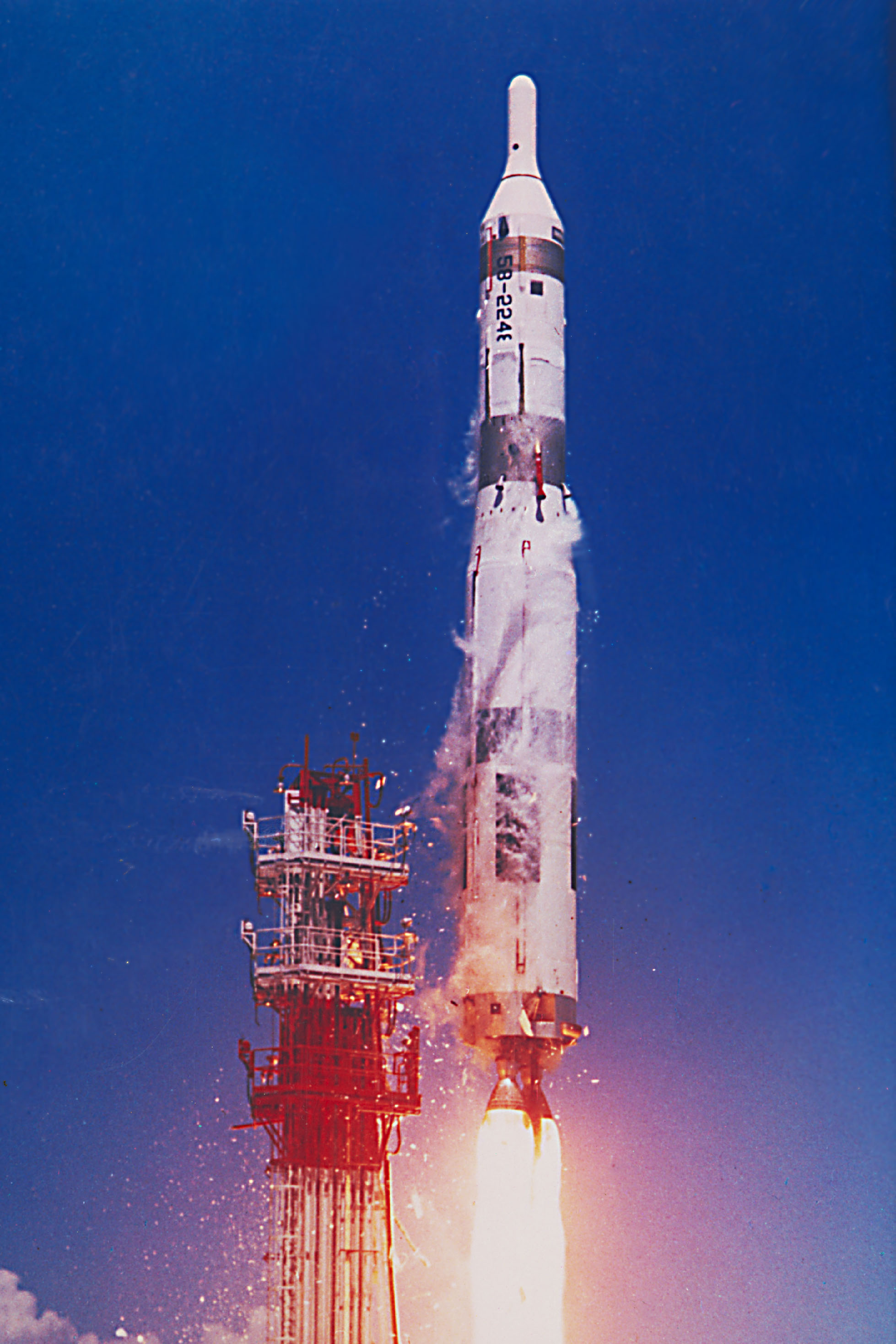
Os enormes investimentos militares e em pesquisa da Guerra Fria podem ser explicados pela necessidade de resolver o excesso de investimento resultante do subconsumo

Para além deste argumento de subconsumo, Baran e Sweezy argumentaram que existem dois motivos para o investimento na indústria: aumentar a produção produtiva, e introduzir novas técnicas produtivas. Enquanto no capitalismo competitivo convencional, qualquer empresa que não introduza novas técnicas produtivas irá normalmente ficar para trás e tornar-se não lucrativa, no capitalismo monopolista, não há, na realidade, nenhum incentivo para introduzir novas técnicas produtivas, dado que não há rivais para ganhar uma vantagem competitiva sobre, e, portanto, nenhuma razão para tornar a sua própria maquinaria obsoleta. Esta é uma diferença chave com as teorias "clássicas" anteriores do imperialismo, especialmente Bukharin, pois aqui o monopólio não representa uma intensificação da concorrência, mas sim a sua total supressão. Baran e Sweezy também rejeitaram a afirmação anterior de que todas as indústrias nacionais formariam um único "cartel nacional", observando, em vez disso, que tendia a haver uma série de empresas monopolistas dentro de um país: apenas o suficiente para manter um "equilíbrio de poder".
A ligação à violência imperialista, então, é que a maioria das nações ocidentais tem procurado resolver as suas crises de subconsumo, investindo fortemente em armamento militar, com exclusão de todas as outras formas de investimento. Além disso, as exportações de capital para as áreas menos concretamente divididas do mundo aumentaram, e as empresas monopolistas procuram a proteção dos seus Estados-mãe para assegurar estes investimentos estrangeiros. Para Baran e Sweezy, estes dois fatores explicam a guerra imperialista e o domínio dos países desenvolvidos.
Por outro lado, explicam o subdesenvolvimento das nações pobres através dos fluxos comerciais. Os fluxos comerciais servem para fornecer bens primários baratos aos países avançados, enquanto a produção local nos países subdesenvolvidos é desencorajada pela concorrência com bens dos países avançados. Baran e Sweezy foram os primeiros economistas a tratar o desenvolvimento do capitalismo nos países avançados como diferente do seu desenvolvimento nos países subdesenvolvidos, uma perspetiva influenciada pela filosofia de Frantz Fanon e Herbert Marcuse.
Ao fazê-lo, Baran e Sweezy foram os primeiros teóricos a popularizar a ideia de que o imperialismo não é uma força simultaneamente progressiva e destrutiva, mas que é destrutiva, bem como uma barreira ao desenvolvimento em muitos países. Esta conclusão revelou-se influente, e levou à "escola do subdesenvolvimento" da economia, embora a sua dependência de uma lógica de subconsumo tenha sido criticada como empiricamente imperfeita. A sua teoria também atraiu um interesse renovado na sequência da crise financeira de 2007–2008.

### Nkrumah

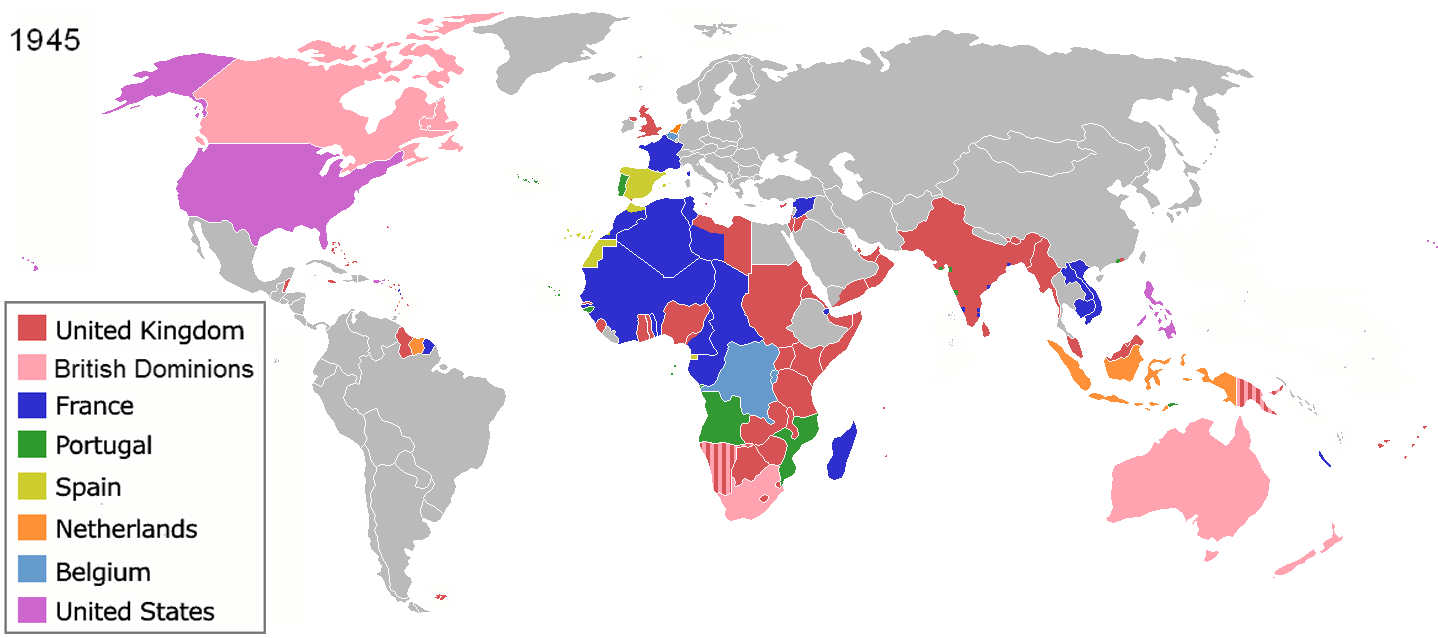
Os problemas dos movimentos nacionalistas revolucionários em processo de descolonização foram uma consideração importante para os teóricos do imperialismo.

Kwame Nkrumah, ex-presidente de Gana (1960-66), cunhou o termo Neocolonialismo, que apareceu no preâmbulo de 1963 da Carta da Organização da Unidade Africana e foi o título de seu livro de 1965 Neo-Colonialismo, a Última Etapa do Imperialismo .  A teoria de Nkrumah era amplamente baseada no imperialismo de Lenin e seguia temas semelhantes às teorias marxistas clássicas do imperialismo, descrevendo o imperialismo como o resultado da necessidade de exportar crises para áreas fora da Europa. No entanto, ao contrário das teorias marxistas clássicas, Nkrumah viu o imperialismo como um freio ao desenvolvimento do mundo colonizado, escrevendo:
Kwame Nkrumah, antigo presidente do Gana (1960–1966), cunhou o termo Neocolonialismo, que apareceu no preâmbulo de 1963 da Carta da Organização da Unidade Africana, e foi o título do seu livro de 1965 Neocolonialismo, a Última Etapa do Imperialismo. A teoria de Nkrumah foi largamente baseada no Imperialismo de Lenin, e seguiu temas semelhantes às teorias marxistas clássicas do imperialismo, descrevendo o imperialismo como o resultado de uma necessidade de exportar crises para áreas fora da Europa. Contudo, ao contrário das teorias marxistas clássicas, Nkrumah via o imperialismo como um entrave ao desenvolvimento do mundo colonizado, escrevendo:
No lugar do colonialismo, como principal instrumento do imperialismo, temos hoje o neocolonialismo [...] [que] tal como o colonialismo, é uma tentativa de exportar os conflitos sociais dos países capitalistas [...] O resultado do neocolonialismo é que o capital estrangeiro é utilizado para a exploração e não para o desenvolvimento das partes menos desenvolvidas do mundo. O investimento, sob o neocolonialismo, aumenta, em vez de diminuir, o fosso entre os países ricos e os países pobres do mundo. A luta contra o neocolonialismo não visa excluir o capital do mundo desenvolvido de operar nos países menos desenvolvidos. É também duvidosa, tendo em conta que o nome dado está fortemente relacionado com o próprio conceito de colonialismo. O seu objetivo é impedir que o poder financeiro dos países desenvolvidos seja utilizado de forma a empobrecer os menos desenvolvidos.— Nkrumah Introduction to Neo-Colonialism, The Last Stage of Imperialism
A combinação de Nkrumah de elementos das teorias marxistas clássicas do imperialismo com a conclusão de que o imperialismo subdesenvolve sistematicamente as nações pobres, tal como os escritos semelhantes de Che Guevara, provariam ser influentes entre os líderes do movimento não alinhado e vários grupos de libertação nacional.

### Cabral
Amílcar Cabral, líder do movimento nacionalista na Guiné-Bissau e nas Ilhas de Cabo Verde, desenvolveu uma teoria original do imperialismo para explicar melhor a relação entre Portugal e as suas colónias. A teoria da história de Cabral sustentava que existem três fases distintas do desenvolvimento humano. Na primeira, as estruturas sociais são horizontais, sem propriedade privada e classes, e com um baixo nível de forças produtivas. Na segunda, as estruturas sociais são verticais, com uma sociedade de classes, propriedade privada, e com um elevado nível de forças produtivas. Na fase final, as estruturas sociais são de novo horizontais, sem propriedade privada e classes, mas com um nível extremamente elevado de forças produtivas. Cabral diferenciou-se do materialismo histórico por não acreditar que a progressão através dessas fases históricas fosse o resultado da luta de classes, mas sim que um modo de produção tem o seu próprio caráter independente que pode efetuar mudanças, e só na segunda fase de desenvolvimento é que a luta de classes pode mudar as sociedades. O argumento de Cabral era que os povos indígenas sem classe têm uma história própria, e são capazes de transformação social sem o desenvolvimento das classes. O imperialismo, portanto, representou qualquer barreira à transformação social indígena, com Cabral a notar que a sociedade colonial não tinha conseguido desenvolver um conjunto maduro de dinâmicas de classe. Esta teoria do imperialismo não foi influente fora do próprio movimento de Cabral.

### Frank

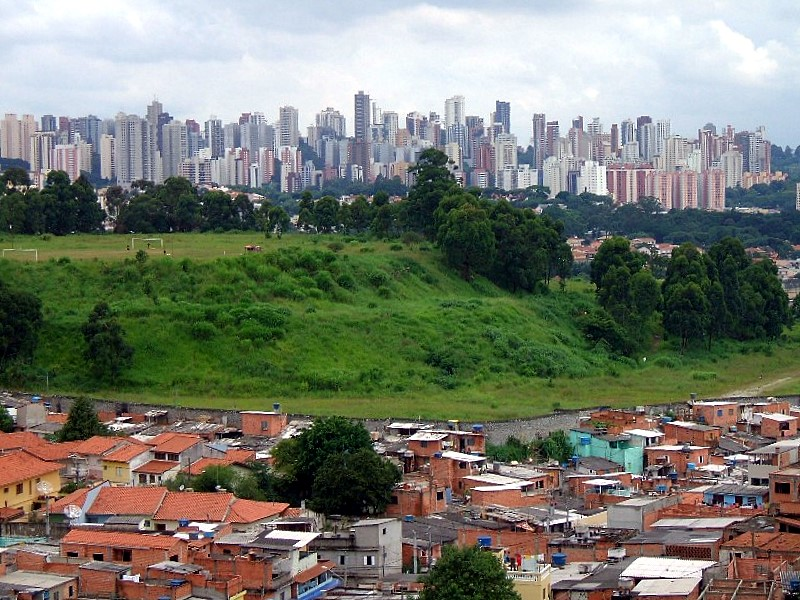
Andre Gunder Frank baseou suas teorias em observações da desigualdade na América Latina, exemplificadas por cidades como São Paulo.

Andre Gunder Frank foi influente no desenvolvimento da teoria da dependência, que dominaria as discussões sobre economia radical nas décadas de 1960 e 1970. Tal como Baran e Sweezy, e os teóricos africanos do imperialismo, Frank acreditava que o capitalismo produz subdesenvolvimento em muitas áreas do mundo. Ele via o mundo como dividido em metrópole e satélite, ou um conjunto de países dominantes e dependentes, com um fosso cada vez maior entre eles em termos de resultados de desenvolvimento. Para Frank, qualquer parte do mundo tocada pelo intercâmbio capitalista era descrita como "capitalista", mesmo áreas de alta autossuficiência ou agricultura camponesa, e muito do seu trabalho era dedicado a demonstrar o grau em que o capitalismo tinha penetrado nas sociedades tradicionais.
Frank via o capitalismo como uma "cadeia" de relações satélite-metrópole em que a indústria metropolitana extraía uma parte do valor excedente dos centros regionais mais pequenos, que, por sua vez, extrai o valor dos centros mais pequenos e dos indivíduos. Cada metrópole tem uma posição de monopólio efetivo sobre a produção dos seus satélites. Nos escritos anteriores de Frank, ele acreditava que este sistema de relações se estendia até ao século XVI, enquanto no seu trabalho posterior (após a sua adoção da teoria dos sistemas mundiais) ele acreditava que se estendia até ao quarto milénio a.C..
Esta cadeia de relações satélite-metrópole é citada como a razão para "o desenvolvimento do subdesenvolvimento" no satélite, um atraso quantitativo na produção, produtividade e emprego. Frank citou provas de que as saídas de lucro da América Latina excedem largamente os investimentos que fluem na outra direção a partir dos Estados Unidos. Para além desta transferência de excedentes, Frank observou que as economias do satélite se tornam "distorcidas" ao longo do tempo, desenvolvendo um setor industrial produtor de bens primários e de baixos salários com poucos empregos disponíveis, deixando grande parte do país dependente da produção pré-industrial. Ele cunhou o termo lumpenburguesia para descrever os capitalistas compradores que se tinham levantado para reforçar e lucrar com este acordo.

### Newton
Huey P. Newton, o cofundador do Partido Panteras Negras (PPN), desenvolveu uma teoria original do imperialismo a partir de 1970, a que chamou intercomunalismo. Newton acreditava que o imperialismo se tinha desenvolvido numa nova fase conhecida como "intercomunalismo reacionário", caracterizada pela ascensão de um pequeno "círculo governante" dentro dos Estados Unidos, que tinha ganho o monopólio da tecnologia avançada e a educação necessária para a utilizar. Este círculo governante tinha, através do peso diplomático e militar americano, subvertido a base da soberania nacional, tornando a identidade nacional um instrumento inadequado para a mudança social. Newton declarou que as nações se tinham tornado, em vez disso, um conjunto solto de "comunidades do mundo", que devem construir o poder através de programas de sobrevivência, criando autossuficiência e uma base para a solidariedade material umas com as outras. Estas comunidades (lideradas por uma vanguarda do lumpenproletariado negro) poderiam então juntar-se a uma identidade universal, expropriar o círculo governante, e estabelecer uma nova etapa conhecida como "intercomunalismo revolucionário", que poderia por sua vez conduzir ao comunismo.
Newton não foi amplamente reconhecido como um estudioso no seu próprio tempo, contudo, o intercomunalismo ganhou alguma influência no movimento Panteras mundial, e foi citado como um precursor da teoria do império de Hardt e Negri.

### Emmanuel
A teoria da troca desigual de Arghiri Emmanuel, popularizada no seu livro Unequal Exchange: A Study of the Imperialism of Trade é considerado um grande afastamento de vários temas recorrentes nos estudos marxistas do imperialismo. Notavelmente não depende de uma análise do capital monopolista, ou da expansão do modo capitalista, mas sim de que o comércio livre entre duas nações plenamente capitalistas ainda pode ser desigual em termos do valor subjacente dos bens comerciais, resultando numa transferência imperialista.

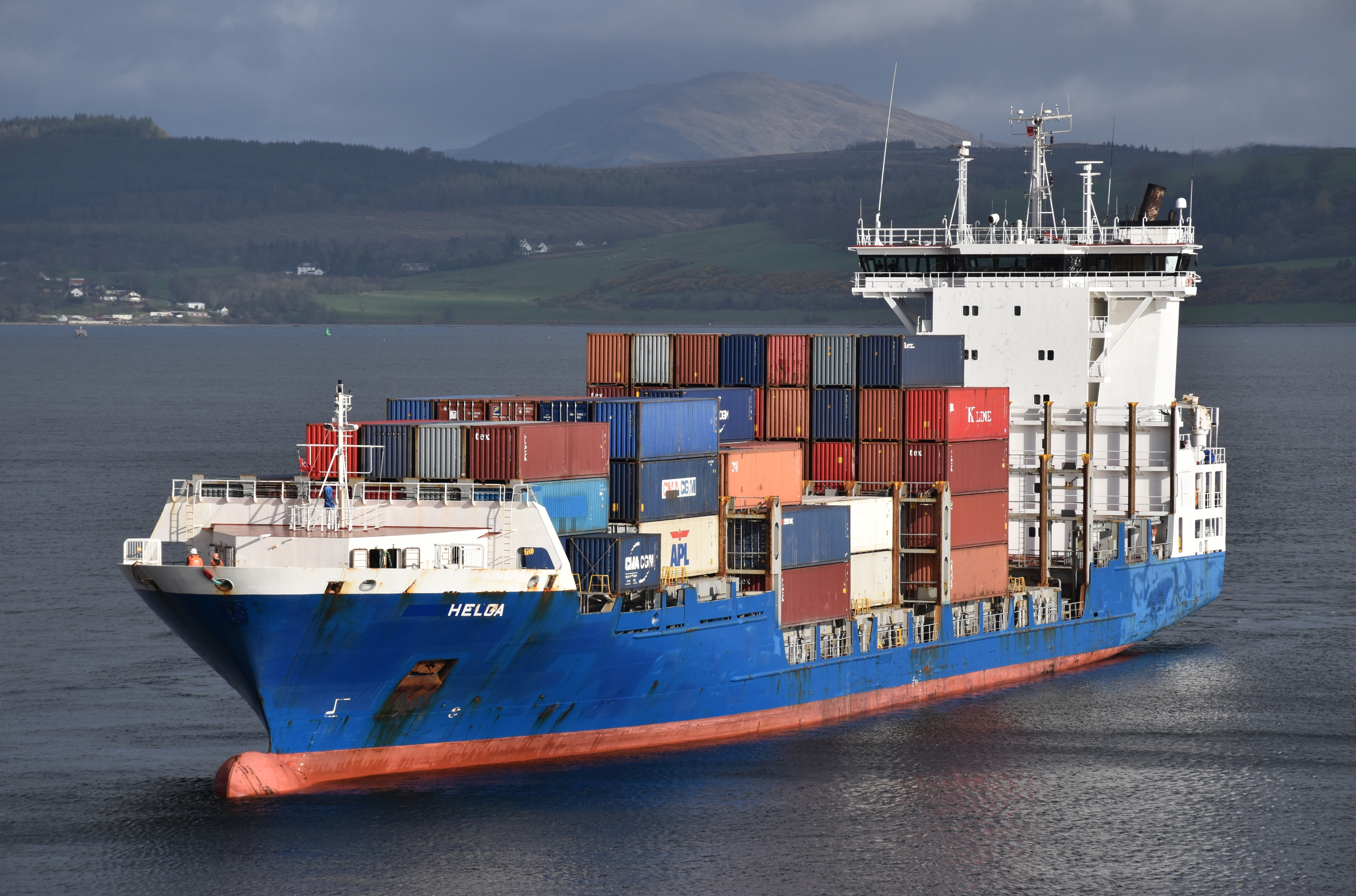
Arghiri Emmanuel escreveu que a intensificação do comércio global criou uma transferência oculta de valor dos países pobres para os ricos.

Emmanuel baseou a sua teoria numa leitura atenta dos escritos de Marx sobre preços, fatores de produção e salários. Ele concordou com Piero Sraffa que as diferenças nos salários são o fator determinante das diferenças nos custos de produção e, portanto, nos preços. Notou ainda que as nações ocidentais desenvolvidas tinham salários muito mais elevados do que as subdesenvolvidas, o que ele creditou a taxas mais elevadas de sindicalização em vez de uma diferença de produtividade, para a qual não viu nenhuma prova. Esta diferença inicial nos salários seria então agravada pelo facto de o capital ser móvel internacionalmente (permitindo a equalização de preços e taxas de lucro entre nações), enquanto a mão de obra não o é, o que significa que os salários não podem ser equalizados através da concorrência.
A partir daqui, ele observou que se os salários ocidentais fossem mais elevados, então isto resultaria em preços muito mais elevados para os bens de consumo, sem qualquer alteração na qualidade ou quantidade desses bens. Pelo contrário, os bens das nações subdesenvolvidas venderiam por um preço mais baixo, mesmo que estivessem disponíveis na mesma quantidade e qualidade que os bens ocidentais. O resultado seria um equilíbrio fundamentalmente desigual da balança comercial, mesmo que o valor de troca dos bens vendidos fosse o mesmo. Por outras palavras, a troca de centro-periferia é sempre fundamentalmente "desigual" porque qualquer país pobre tem de pagar mais pelas suas importações do que pagaria se os salários fossem os mesmos, e tem de exportar uma quantidade maior de bens para cobrir os seus custos. Em contrapartida, os países desenvolvidos podem receber mais importações para qualquer volume de exportação.
A teoria de Emmanuel gerou um interesse considerável durante os anos 70, e foi incorporada no trabalho de muitos teóricos posteriores, embora de uma forma modificada. A maioria dos escritores posteriores, como Samir Amin, acreditava que a troca desigual era um efeito secundário das diferenças de produtividade entre o núcleo e a periferia, ou (no caso de Charles Bettelheim) das diferenças na composição orgânica do capital. Os argumentos de Emmanuel em torno do papel dos salários no imperialismo foram reavivados nos últimos anos por Zak Cope.

### Rodney
O historiador guianês Walter Rodney foi um elo importante entre os teóricos africanos, das Caraíbas e ocidentais do imperialismo durante as décadas de 1960 e 1970. Inspirado por Lenin, Baran, Amin, Fanon, Nkrumah e C. L. R. James, Rodney apresentou uma teoria única do "imperialismo capitalista" que ganharia alguma influência através do seu cargo de professor na Universidade de Dar es Salaam, e através dos seus livros.
Questionando a periodização do imperialismo de Lenin, Rodney sustentou que, em vez de emergir no século XIX, o imperialismo e o capitalismo eram processos concomitantes com uma história que remontava ao final da Idade Média. Este imperialismo capitalista estava ligado à emergência da raça, racismo e antinegritude, que racionalizava a brutalidade e a exploração nas regiões coloniais. Ao fazê-lo, isto permitiu que as regiões coloniais servissem de "válvula de escape" para as crises sociais e económicas europeias, tais como através da exportação de populações indesejadas como colonos, ou da sobre-exploração das regiões coloniais de tal forma que provocariam revolta se esta fosse realizada na Europa. Isto foi aceite porque os povos racializados eram apenas um "semiproletariado", preso entre modos de produção, com salários mais baixos justificados através da ideia de que podiam cultivar a sua própria comida para sobreviver. No fundo deste sistema havia escravos, muitas vezes "um híbrido permanente de camponeses e proletários", racializados de tal forma que os salários eram considerados desnecessários. Através da criação de uma subclasse global permanentemente desestabilizada, os europeus tinham também criado um exército industrial de reserva permanente, que, uma vez importado para a Europa ou para as Américas, podia facilmente ser impedido de se organizar através do racismo e de salários estratificados.

### Wallerstein

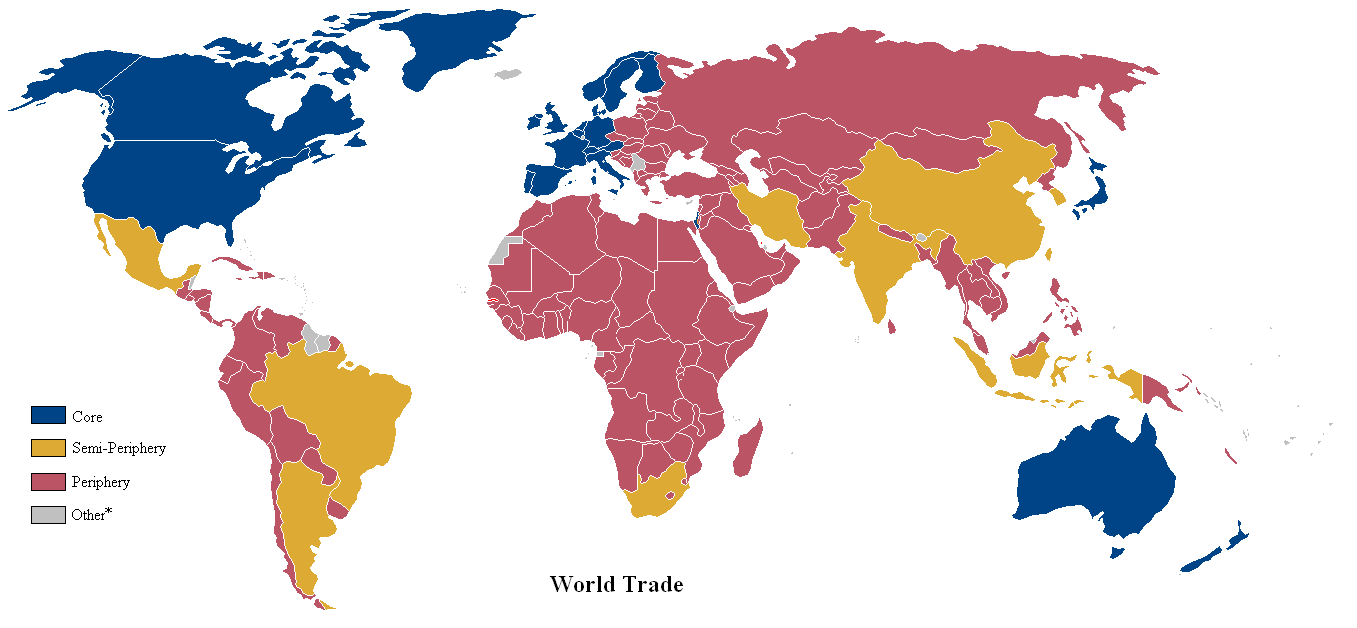
Um mapa mundial dos países por seu status comercial em 2000, usando as categorias de Wallerstein de países centrais (azul), países semiperiféricos (roxo) e países periféricos (vermelho). Baseado em uma lista em Dunn, Kawana, Brewer.

Immanuel Wallerstein argumentou que qualquer sistema deve ser visto como uma totalidade, e que a maioria das teorias do imperialismo tinham até agora tratado incorretamente os estados individuais como sistemas fechados. Em vez disso, a partir do século XVI, tinha-se desenvolvido um sistema mundial formado através do intercâmbio de mercados, deslocando os "minisistemas" (pequenas economias locais) e os "impérios-mundiais" (sistemas baseados no tributo a uma autoridade central) que tinham existido até esse ponto. Wallerstein não tratava o capitalismo como um modo de produção discreto, mas sim como o "fenómeno indivisível" por detrás do sistema-mundo.
O sistema-mundo está dividido em três camadas de estados, o núcleo, a periferia, e os países semiperiféricos. As características que definem estes níveis mudaram à medida que Wallerstein adotou novas ideias na sua análise do sistema-mundo: no seu trabalho inicial, a diferença entre estes níveis reside na força dos sistemas estatais em cada país, enquanto que em ensaios posteriores todos os estados servem fundamentalmente o mesmo propósito como parte de um sistema interestatal, que existe para dividir o mundo em áreas diferenciadas pelo grau em que beneficiam ou são prejudicadas por trocas desiguais.
Para Wallerstein, a análise de classe equivale à análise dos interesses dos "grupos sindicais" dentro dos países, que podem ou não estar relacionados com posições estruturais dentro da economia mundial. Embora ainda exista uma realidade objetiva de classe, a consciência de classe tende a manifestar-se a nível estatal, ou através de conflitos de nações ou etnias, e pode ou não se basear numa realidade de posições económicas mundiais (o mesmo aplica-se à consciência de classe burguesa). O grau em que as opressões percebidas refletir realidades objetivas varia, portanto, de Estado para Estado, o que significa que existem muitos agentes históricos potenciais e não apenas um proletariado consciente de classe, como no marxismo ortodoxo.

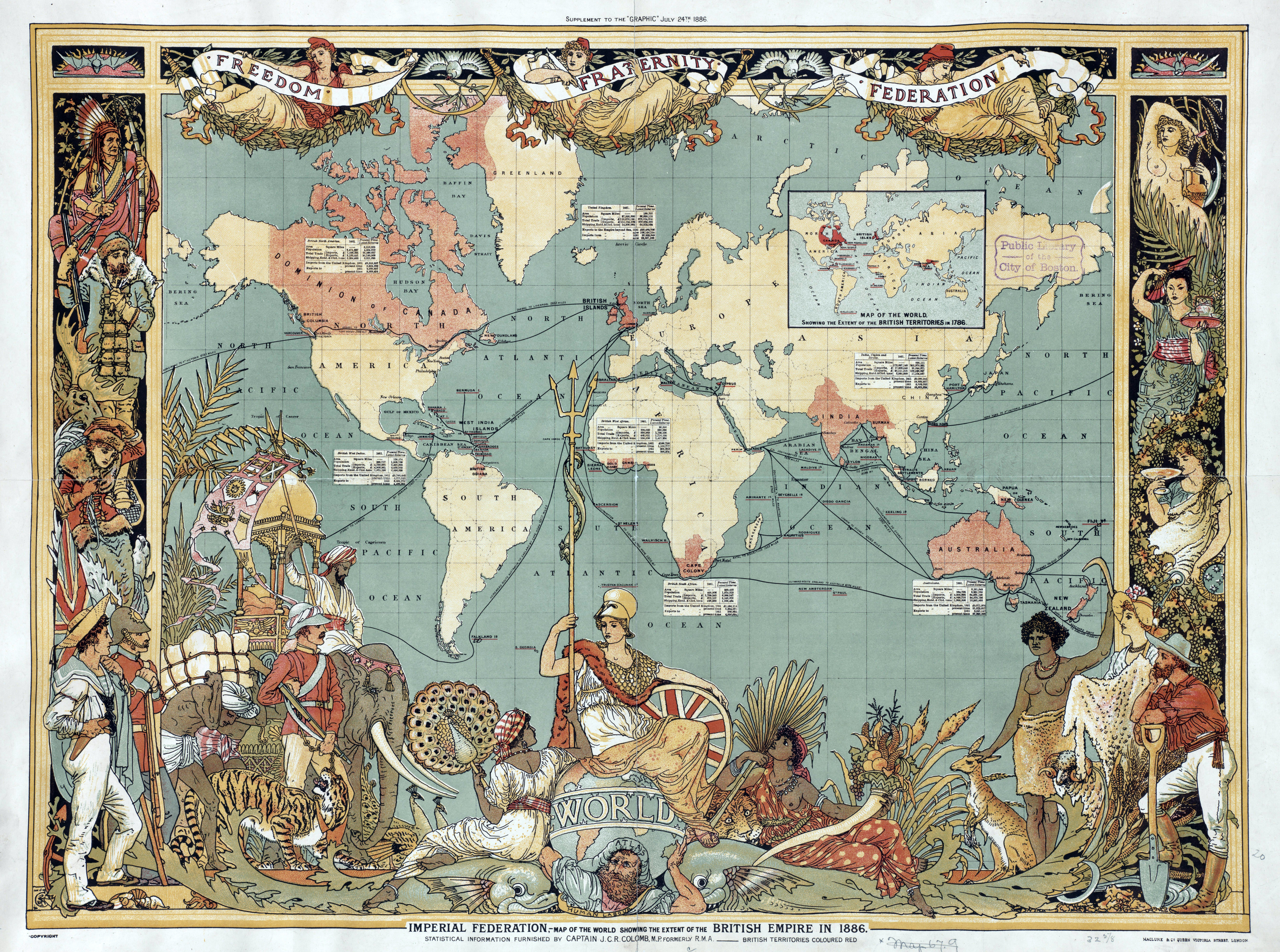
Wallerstein sugeriu que o Império Britânico foi brevemente um verdadeiro hegemonista global durante o período inicial da Pax Britannica

Outro aspeto chave da teoria dos sistemas mundiais é a ideia de hegemonias mundiais, ou países que ganham um monopólio "raro e instável" sobre o sistema interestatal, combinando uma vantagem agroindustrial, comercial, e financeira sobre os seus rivais. Os únicos países que ganharam tal hegemonia foram a República Holandesa (1620-1672), o Reino Unido (1815-1873), e os Estados Unidos (1945-1967). Wallerstein observa que embora possa parecer que os Estados Unidos continuam a ser um hegemonista mundial, isto é apenas porque o poder financeiro dos hegemonistas em declínio tende a durar mais que a sua verdadeira hegemonia. As verdadeiras hegemonias tendem a ser marcadas pelo comércio livre, pelo liberalismo político e económico, e a sua ascensão e declínio podem ser explicados através das ondas de Kondratiev, que também se correlacionam com períodos de expansão e estagnação no sistema mundial.
Wallerstein ajudou a estabelecer a teoria dos sistemas mundiais como uma escola de pensamento aceite, com o seu próprio conjunto de centros de investigação e periódicos. Tanto Frank como Amin continuariam a adotar a estrutura de Wallerstein. Outros teóricos de sistemas-mundo incluem Oliver Cox, Giovanni Arrighi, Christopher Chase-Dunn, Beverly Silver, Volker Bornschier, Janet Abu Lughod, Thomas D. Hall, Kunibert Raffer, Theotonio dos Santos, Dale Tomich, Jason W. Moore e outros.
A teoria dos sistemas mundiais tem sido fortemente criticada de vários ângulos. Uma crítica positivista comum foi que a teoria dos sistemas-mundo tendia para a generalização e não era falsificável. Os marxistas afirmam que ela não dá peso suficiente à classe social. Outros criticaram a teoria por esbater as linhas entre o Estado e as empresas, colocar peso insuficiente sobre o Estado como unidade de análise, ou colocar peso insuficiente sobre os efeitos históricos da cultura.

### Amin

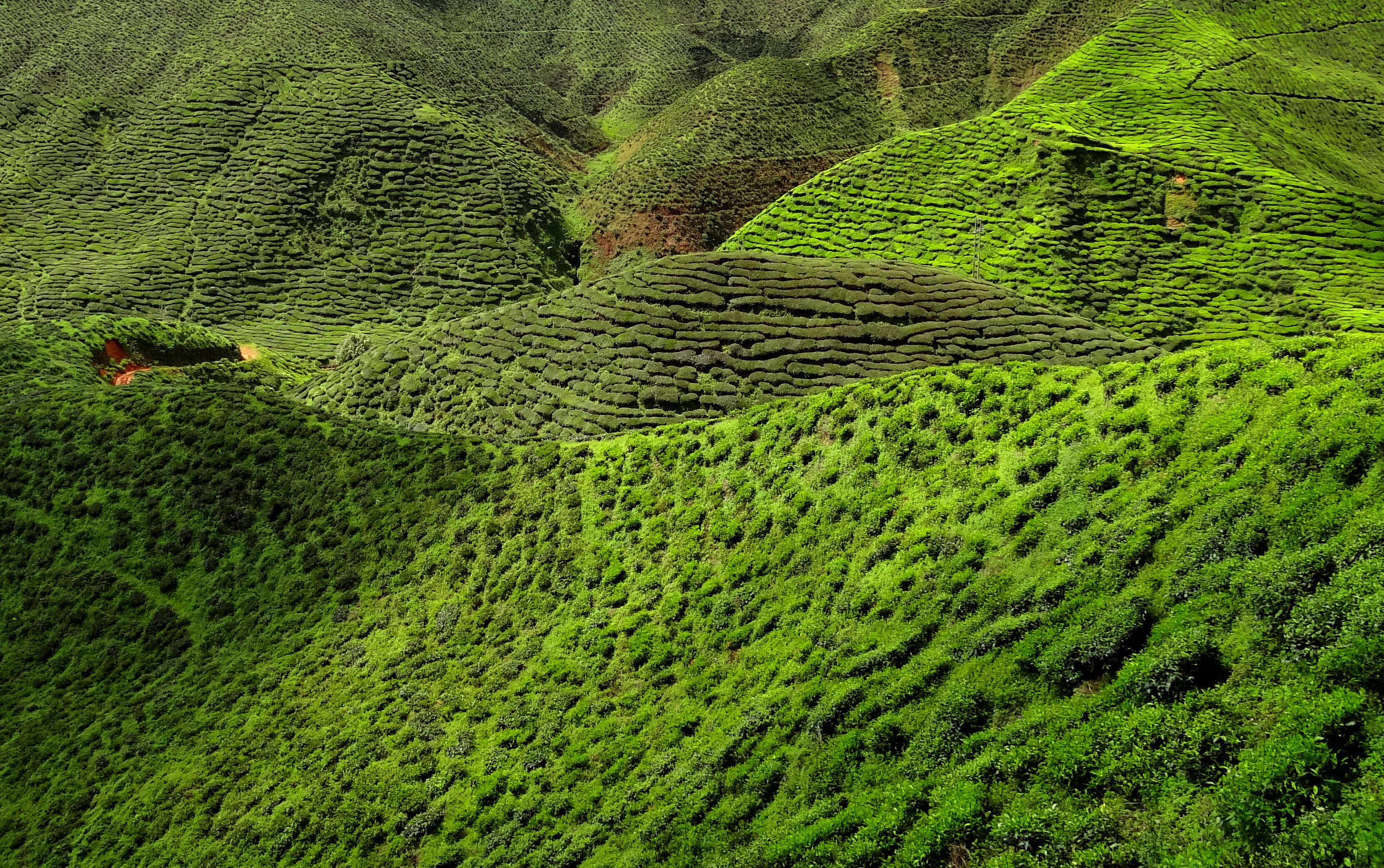
Samir Amin escreveu que uma dependência excessiva das exportações, como uma economia de plantação, pode ser um sinal de dependência e desenvolvimento desigual.

As principais contribuições de Samir Amin para o estudo do imperialismo são as suas teorias de "acumulação à escala mundial" e de "desenvolvimento desigual". Para Amin, o processo de acumulação deve ser entendido à escala mundial, mas num mundo dividido em formações sociais nacionais distintas. O processo de acumulação tende a exacerbar as desigualdades entre estas formações sociais, pelo que estas se dividem num núcleo e numa periferia. A acumulação dentro do centro tende a ser "autocêntrica", ou governada pela sua própria dinâmica interna ditada pelas condições locais, preços, e procura efetiva, de uma forma relativamente inalterada desde que foi descrita pela primeira vez por Marx. A acumulação na periferia, por outro lado, é "extravertida", o que significa que é conduzida de forma benéfica para os países do centro, ditada pela sua necessidade de bens e matérias-primas. Esta acumulação extravertida resulta na especialização das exportações, com uma grande proporção das economias em desenvolvimento a dedicar-se à produção de bens para satisfazer a procura estrangeira.
Amin pensava que esta dinâmica imperialista poderia ser ultrapassada por um processo de "desvinculação" das economias que separariam as economias em desenvolvimento da lei global do valor, permitindo-lhes decidir sobre uma "lei nacional do valor". Isto permitiria que algo se aproximasse da acumulação autocêntrica nos países mais pobres, permitindo, por exemplo, que as comunidades rurais avançassem para a soberania alimentar em vez de precisarem de safras comerciais para exportar.

### Hardt e Negri

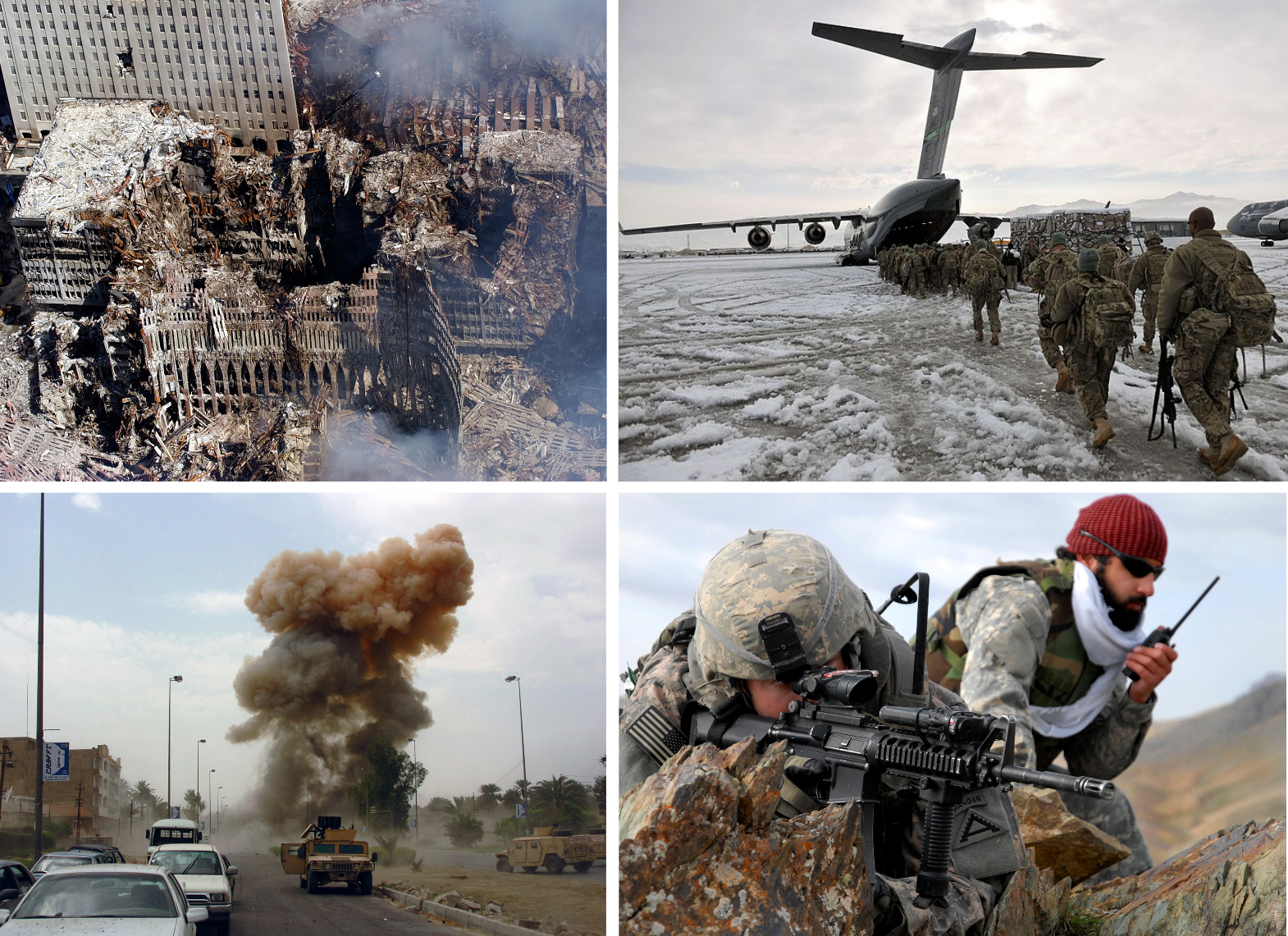
Hardt e Negri são amplamente considerados por terem previsto os principais aspetos da Guerra ao Terror

Os pós-marxistas Michael Hardt e Antonio Negri introduziram uma nova teoria do imperialismo com o seu livro Empire, publicado em 2000. Baseando-se num conjunto eclético de inspirações, incluindo Newton, Políbio, Michel Foucault, Gilles Deleuze e Baruch Spinoza, propõem que a estrutura moderna do imperialismo descrita por Lenin tenha dado lugar a um Império pós-moderno construído entre as potências governantes do mundo.
Hardt e Negri descrevem um modo de guerra imperial informado pela biopolítica, no qual os inimigos do Império já não são ideológicos ou nacionais, mas sim inimigos que passarão a incluir qualquer pessoa que seja redutível a um outro, que possa ser simultaneamente banida e absolutizada. Um tal inimigo pode ser tanto denegrido como um pequeno criminoso (e assim sujeito à repressão policial de rotina), como elevado ao estatuto de uma ameaça existencial extrema, como um terrorista.
A construção do Império é composta por três aspetos que correspondem a um dos regimes de Platão. Os Estados Unidos, a NATO e várias organizações intergovernamentais de alto nível constituem uma monarquia que preside ao Império como a sua fonte de poder soberano. As empresas internacionais e vários Estados constituem uma oligarquia. Finalmente, as organizações não governamentais e as Nações Unidas constituem uma democracia no seio do Império, conferindo legitimidade. Este Império é tão totalizante que uma pessoa é incapaz de oferecer resistência para além da pura negação: a "vontade de ser contra", e ao fazê-lo, tornar-se parte de uma multidão.
O trabalho de Hardt e Negri ganhou uma atenção significativa na sequência dos ataques de 11 de setembro de 2001, bem como no contexto do movimento antiglobalização, que assumiu um carácter igualmente nebuloso em relação à multidão proposta pela dupla.

## Desenvolvimento recente
Enquanto as teorias mais conhecidas do imperialismo foram largamente desenvolvidas nos anos 1902-1916, e durante os anos 60 e 70 com o aumento da dependência e das teorias dos sistemas mundiais, o estudo do imperialismo continua através de vários centros de investigação, revistas e escritores independentes. As revistas relevantes incluem o Journal of World-Systems Research, a Monthly Review, New Political Economy, Research in Political Economy, Peace, Land and Bread, Ecology and Society e Annales. Histoire, Sciences Sociales (em francês).

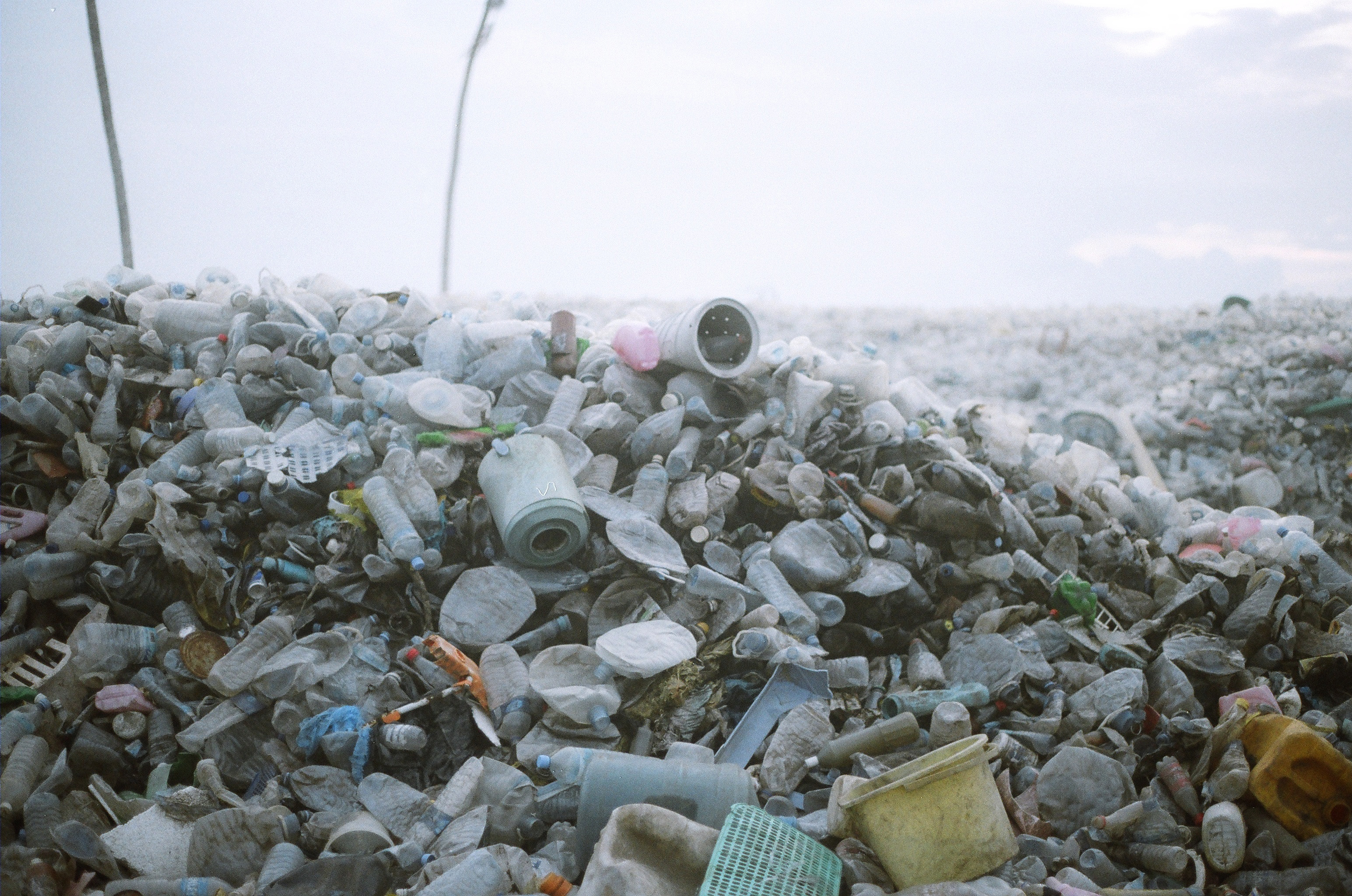
A teoria da troca ecologicamente desigual envolve o estudo da transferência de substâncias ecologicamente prejudiciais, como poluição ou lixo plástico, entre países.

Os tópicos em estudos recentes do imperialismo incluem o papel da dívida no imperialismo, reavaliações de teóricos anteriores, a introdução da ecologia política no estudo das fronteiras imperiais, e a síntese do imperialismo e estudos ecológicos na teoria do intercâmbio ecologicamente desigual.
Estudos econométricos sobre os efeitos passados ou em curso do imperialismo no Sul Global, tais como o trabalho de Jason Hickel, Dylan Sullivan, e Huzaifa Zoomkawala, trouxeram nova atenção dos meios de comunicação social para os estudos do imperialismo.
Um tema que continua a gerar debate nos últimos anos é a ligação entre imperialismo e aristocracia operária, uma ideia introduzida por Bukharin e Lenin (e mencionada por Engels). O debate entre Zak Cope e Charles Post gerou um interesse particular, e resultou em dois livros de Cope ligando a aristocracia operária ao intercâmbio desigual e ao social-imperialismo.
As teorias dos escritores chineses sobre o imperialismo estão a gerar um interesse renovado no contexto da guerra comercial entre a China e os Estados Unidos. A teoria de Cheng Enfu e Lu Baolin sobre o "neoimperialismo", em particular, tem encontrado um interesse considerável. Eles sustentam que uma nova fase do imperialismo começou, caracterizada por monopólios de produção e circulação, monopólio do capital financeiro, hegemonia do dólar e monopólios da propriedade intelectual, uma aliança oligárquica internacional, e uma hegemonia cultural e propagandística.

## Conceitos comuns

### Superlucros
No marxismo ortodoxo, os superlucros são por vezes confundidos com super mais-valia, o que se refere a quaisquer lucros acima da média de uma empresa, tais como os obtidos através de uma vantagem tecnológica, produtividade acima da média, ou rendas de monopólio. No contexto do imperialismo, contudo, os superlucros referem-se geralmente a quaisquer lucros que tenham sido extraídos de países periféricos. Nas teorias de subconsumo do imperialismo, os superlucros tendem a ser um efeito secundário dos esforços capitalistas para evitar a crise, enquanto noutras teorias, os próprios superlucros constituem um motivo para as políticas imperialistas.

### Baixo consumo
Muitas teorias do imperialismo, de Hobson a Wallerstein, seguiram uma teoria de crise de subconsumo. A forma mais básica desta teoria sustenta que uma contradição fundamental dentro da produção capitalista fará com que a oferta supere a procura efectiva. O relato habitual de como isto conduz ao imperialismo é que o resultante sobreprodução e sobreinvestimento requer um escoamento, tal como gastos militares, exportação de capital, ou por vezes estimulando a procura dos consumidores em mercados dependentes.
Existe alguma confusão em relação à posição de Marx sobre o subconsumo, uma vez que ele fez declarações tanto em apoio como contra a teoria. Os opositores marxistas do subconsumo, como Mikhail Tugan-Baranovsky e Anthony Brewer, salientaram que o relato de Marx sobre a tendência da taxa de lucro a cair deixa em aberto a possibilidade de que a sobreprodução pode ser resolvida investindo no fabrico de maquinaria produtiva em vez de bens de consumo, e que as crises acontecem devido à diminuição da rentabilidade em vez da diminuição do consumo. No entanto, Sweezy e Harry Magdoff contrariaram que esta seria apenas uma solução temporária, e que o consumo continuaria a diminuir no longo prazo. John Weeks alegou que as críticas acima referidas eram desnecessárias, uma vez que o subconsumo era incompatível com aspectos da teoria do valor-trabalho. Os economistas não marxistas acreditam tipicamente que um excesso de oferta de fundos de investimento se resolve a si próprio através do declínio das taxas de juro, ou então que a sobreprodução deve ser resolvida através do estímulo da demanda agregada.
Considerando que o subconsumo tem sido criticado de muitas perspectivas marxistas, e em grande parte suplantado pelas teorias económicas keynesianas ou neoclássicas em círculos não marxistas, uma crítica ao subconsumo tem sido frequentemente citada para criticar a teoria do imperialismo como um todo. No entanto, as teorias alternativas sustentam que a concorrência, a consequente necessidade de avançar para áreas de alta rentabilidade, ou simplesmente o desejo de aumentar o comércio (e assim estimular o intercâmbio desigual) são todas explicações suficientes para as políticas e superlucros imperialistas.

### Capital monopolista

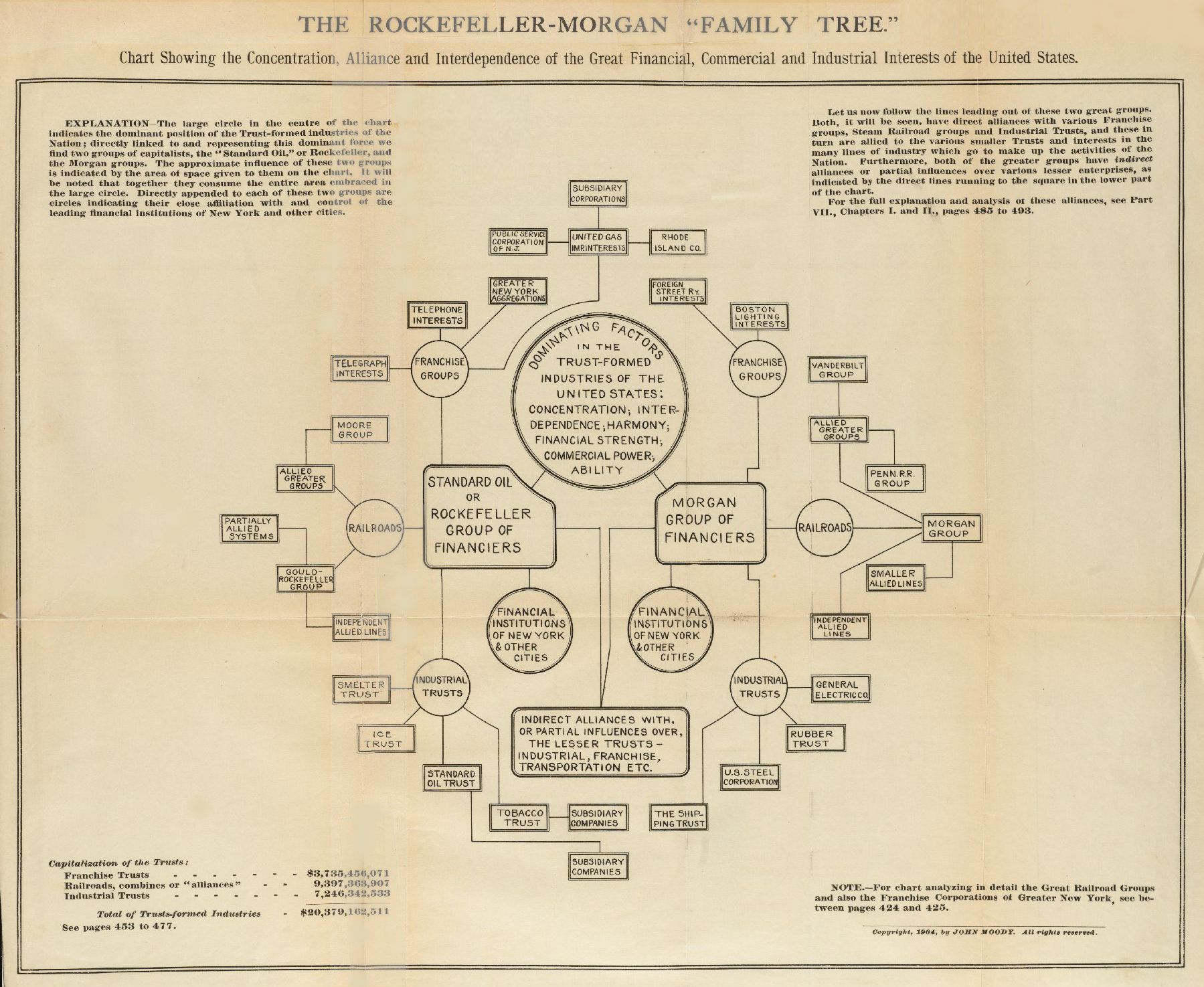
Os muitos trustes americanos por volta da virada do século, exemplificados nesta "árvore genealógica" de Rockefeller-Morgan (1904), inspiraram muitas das primeiras teorias do capital monopolista.

A maioria dos teóricos do imperialismo concorda que os monopólios estão de alguma forma ligados ao crescimento do imperialismo. Na maioria das teorias, "monopólio" é usado de uma forma diferente do uso convencional da palavra. Em vez de se referir a um controlo total sobre o fornecimento de uma determinada mercadoria, a monopolização refere-se a qualquer tendência geral para empresas maiores, que ganham contra concorrentes mais pequenos dentro de um país.
"Capital monopolista", por vezes denominado "capital financeiro", refere-se ao tipo específico de capital que tais empresas exercem, no qual as funções de capital financeiro (ou bancário) e capital industrial se fundem. Esse capital pode ser angariado ou emprestado a partir de um número indefinido de fontes, e também ser reinvestido num ciclo produtivo.
Dependendo da teoria, a monopolização pode referir-se a uma intensificação da concorrência, a uma supressão da concorrência, ou a uma supressão a nível nacional, mas a uma intensificação a nível global. Tudo isto pode conduzir a políticas imperialistas, quer alargando o âmbito da concorrência para incluir a concorrência entre blocos internacionais, quer reduzindo a concorrência para permitir a cooperação nacional, quer reduzindo a concorrência dentro de áreas mais pobres pertencentes a um monopólio a tal ponto que o desenvolvimento é impossível. Uma vez expandidos, os monopólios são tipicamente detidos para reunir superlucros de alguma forma, tais como através da imposição de tarifas, proteções, ou rendas de monopólios.
O uso do termo "monopólio" tem sido criticado como confuso por alguns autores, tais como Wallerstein que preferiu o termo "quase-monopólio" para se referir a tais fenómenos, uma vez que não acreditava que fossem verdadeiras hegemonias. As teorias clássicas do imperialismo também têm sido criticadas por terem exagerado o grau de vitória dos monopólios contra os concorrentes mais pequenos. Algumas teorias do imperialismo também sustentam que os concorrentes de pequena escala são perfeitamente capazes de extrair superlucros através de trocas desiguais.

### Ligação com o colonialismo e a guerra

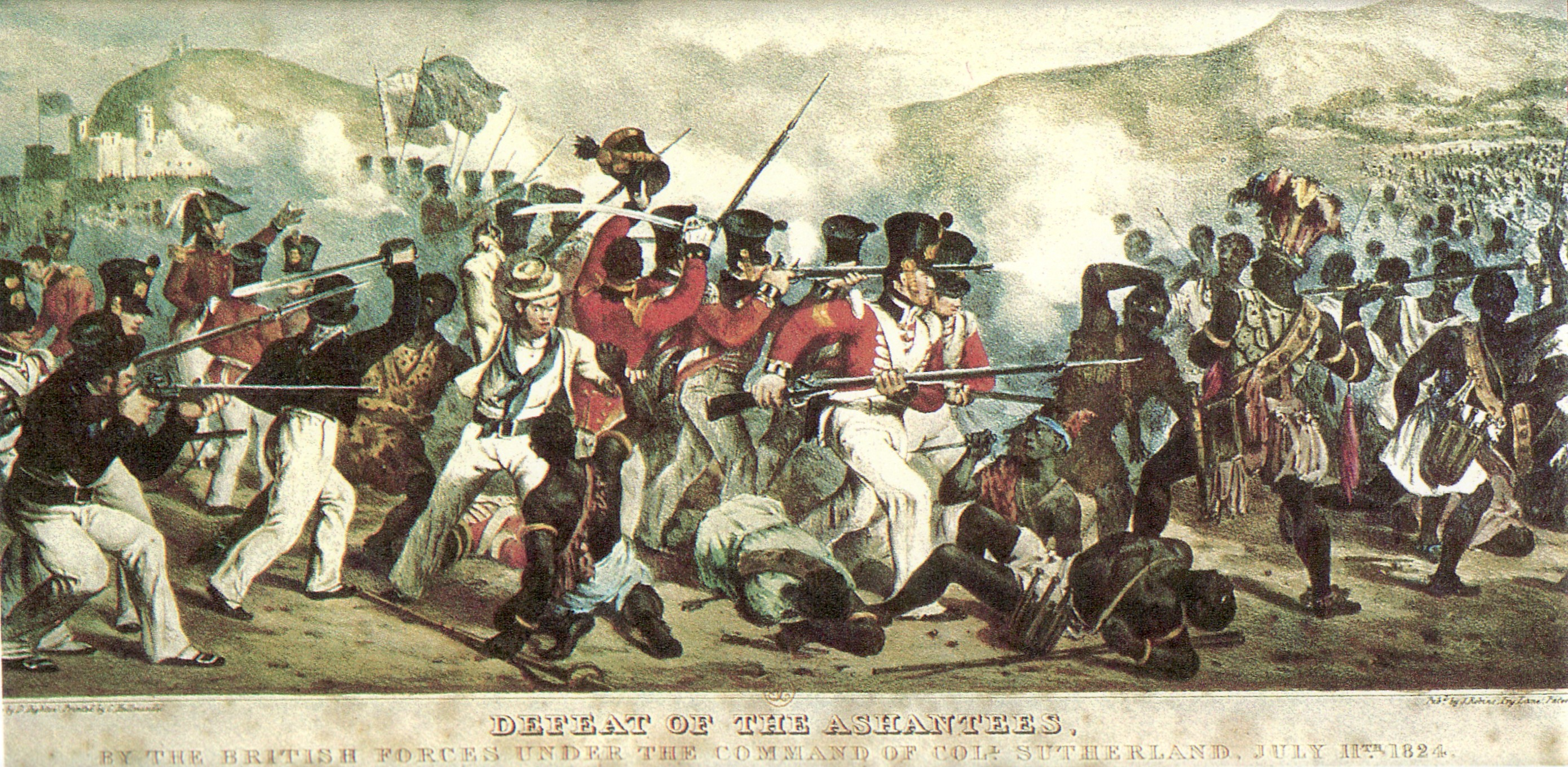
Uma característica comum de muitas teorias do imperialismo é que a colonização representou uma tentativa de exportar as crises europeias para áreas onde a brutalidade e a exploração eram mais aceitáveis.

A teoria do imperialismo é a base da maioria das teorias socialistas da guerra e das relações internacionais, e é utilizada para argumentar que o conflito e a exploração internacional só terminará com o derrube revolucionário ou a erosão gradual dos sistemas de classes e das relações de produção capitalistas.
Os teóricos clássicos do imperialismo, assim como Baran e Sweezy, sustentavam que o imperialismo provoca a guerra e a expansão colonial de uma de duas formas. A crise iminente de subconsumo nas nações capitalistas avançadas cria uma tendência para a sobreprodução e o sobreinvestimento. Estes dois problemas só podem ser resolvidos ou investindo em algo que não cria valor económico, ou exportando capital produtivo para outro lugar. Assim, as nações ocidentais tenderão a investir na criação de um complexo militar-industrial que pode absorver uma enorme quantidade de investimentos, o que por sua vez leva a corridas ao armamento entre países avançados, e a uma maior probabilidade de pequenos incidentes diplomáticos e competição por terras e recursos se transformarem em guerra activa. Também irão competir por terras em áreas coloniais, a fim de ganharem um lugar seguro para as exportações de capital, que requerem protecção de outras potências a fim de devolver um lucro.

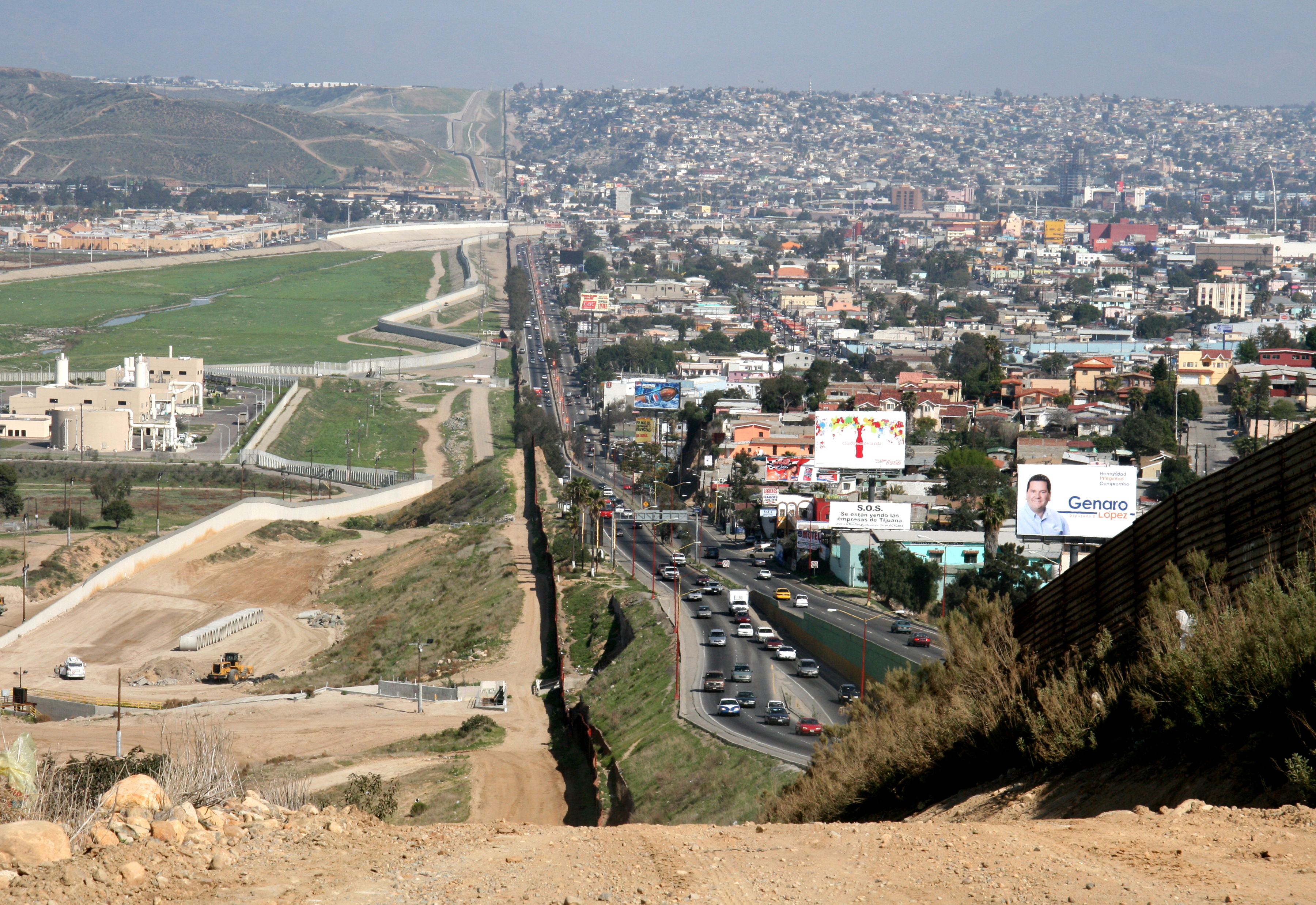
Algumas teorias modernas sustentam que a criação de fronteiras para limitar a mobilidade da mão de obra é um objetivo importante da colonização e do império.

Uma explicação alternativa de subconsumo do colonialismo é que as nações capitalistas requerem áreas coloniais como lixeira para bens de consumo, embora existam maiores problemas empíricos com este ponto de vista. Finalmente, a criação de um campo ideológico social-imperialista liderado por uma aristocracia trabalhadora tende a corroer a oposição da classe trabalhadora às guerras, geralmente argumentando que a guerra beneficia os trabalhadores ou povos estrangeiros de alguma forma.
Uma alternativa a esta visão é que a tendência para a queda da taxa de lucro é por si só motivo suficiente para a guerra e o colonialismo, uma vez que uma composição orgânica crescente do capital nos países centrais conduzirá a uma crise de rentabilidade a longo prazo. Isto implica então a conquista ou colonização de áreas subdesenvolvidas com uma baixa composição orgânica do capital e, consequentemente, uma maior rentabilidade.
Outra explicação, que é mais comum nas teorias de trocas desiguais e sistemas mundiais, é que a guerra e o colonialismo são utilizados para afirmar o poder dos países do núcleo, dividir o mundo em áreas com salários ou níveis de desenvolvimento diferentes, e reforçar as fronteiras para limitar a mobilidade da mão de obra ou o fluxo seguro do comércio. Isto assegura que o capital pode permanecer mais móvel do que a mão de obra, o que permite a extração de superlucros através de trocas desiguais.

### Ligação com o desenvolvimento

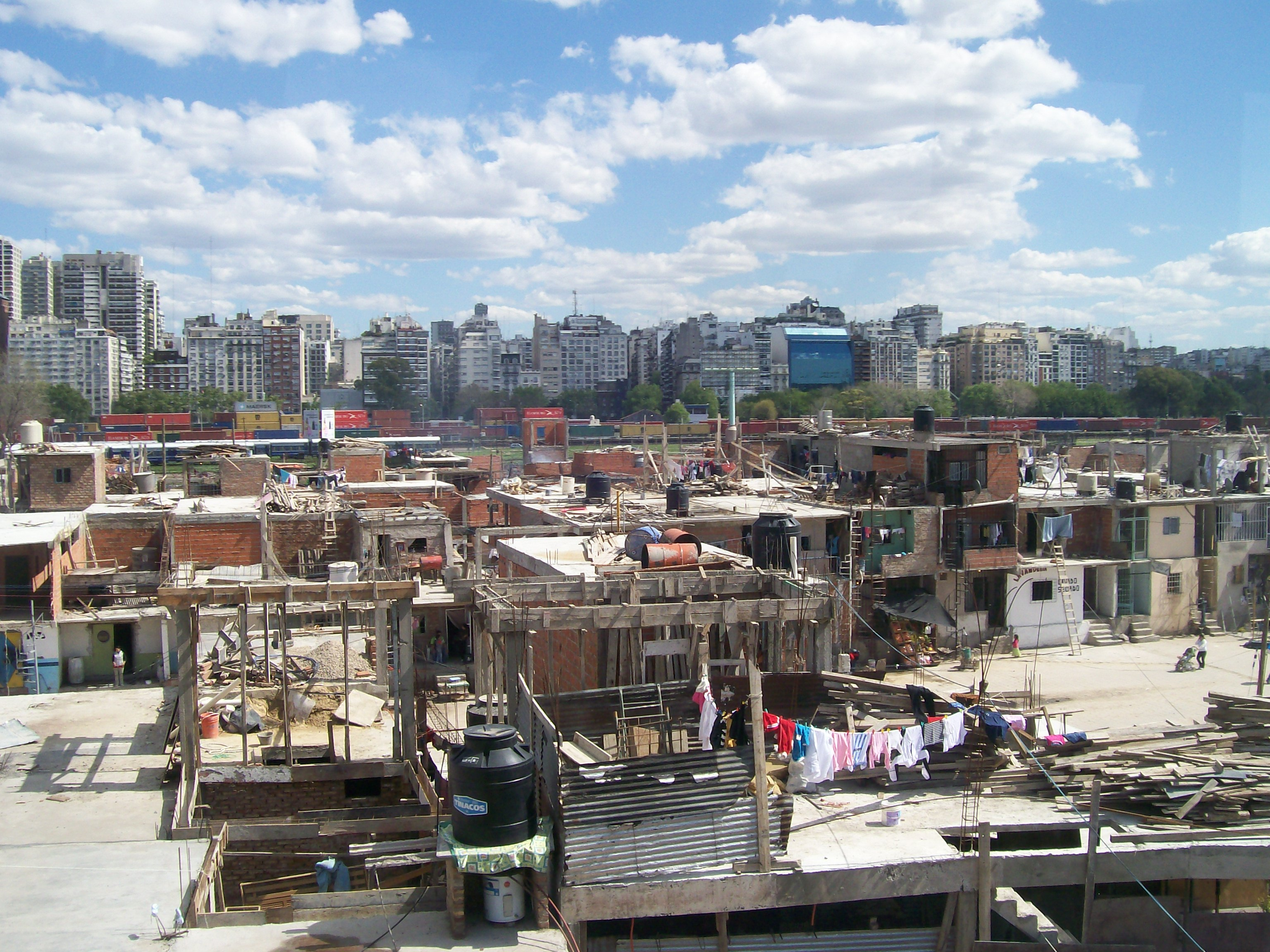
O desenvolvimento em economias colonizadas ou periféricas é freqüentemente contraditório, como mostra esta favela em Buenos Aires perto do distrito comercial central.

A maioria dos primeiros escritores sobre o imperialismo favoreceu a opinião de que o imperialismo tinha um efeito contraditório no desenvolvimento das nações colonizadas, ao mesmo tempo que construía as suas forças produtivas, integrava-as melhor numa economia mundial e proporcionava educação, ao mesmo tempo que trazia guerra, exploração económica e repressão política para negar a luta de classes. Por outras palavras, a teoria clássica do imperialismo acreditava que o desenvolvimento do capitalismo nas sociedades coloniais reflectiria o seu desenvolvimento na Europa, trazendo simultaneamente o caos, mas também uma oportunidade para um futuro socialista através da criação de uma classe trabalhadora.
No período pós-guerra, esta visão tinha declinado em popularidade, pois muitos escritores africanos e afro-caribenhos começaram a notar que uma sociedade de classes semelhante à Europa não tinha conseguido desenvolver-se, e, como Fanon sugeriu, as regras de uma base e superestrutura em desenvolvimento podem ser invertidas nas colónias.
Esta visão mais pessimista do imperialismo influenciou as teorias do pós-guerra do imperialismo, que em conjunto têm sido referidas como a "escola do subdesenvolvimento". Tais teorias sustentam que todo o desenvolvimento é relativo, e que qualquer desenvolvimento no Ocidente deve ser igualado pelo subdesenvolvimento nas áreas coloniais. Isto é frequentemente explicado através de países centrais e periféricos com processos de acumulação fundamentalmente diferentes, tais como na acumulação "autocêntrica" e "extravertida" de Amin.
Ambos os pontos de vista têm sido criticados por não darem conta de exceções à regra, tais como países periféricos que são capazes de prosseguir iniciativas bem sucedidas de industrialização, países centrais que prosseguem a desindustrialização apesar de possuírem uma posição favorável na economia mundial, ou países periféricos que se mantiveram relativamente inalterados ao longo de décadas.

### Ligação com a globalização
Todas as teorias do imperialismo têm tido alguma ligação ao processo de internacionalização, quer através da acumulação de capital, quer através da criação de outras ligações internacionais. Bukharin, por exemplo, observou que este processo era contraditório, com os blocos monopolistas a tornarem-se mais ligados aos Estados-nação, mesmo quando a própria economia mundial se tornou mais interconectada e internacionalizada. Frank observou que uma "cadeia" ramificada de ligações económicas se tinha estendido de metrópoles a economias satélites mais pequenas, não deixando nenhuma área verdadeiramente desconectada do capitalismo.
A ascensão das empresas multinacionais também foi ligada ao imperialismo, um processo elaborado por Hugo Radice, Stephen Hymer, e Charles-Albert Michalet.

### Aristocracia operária

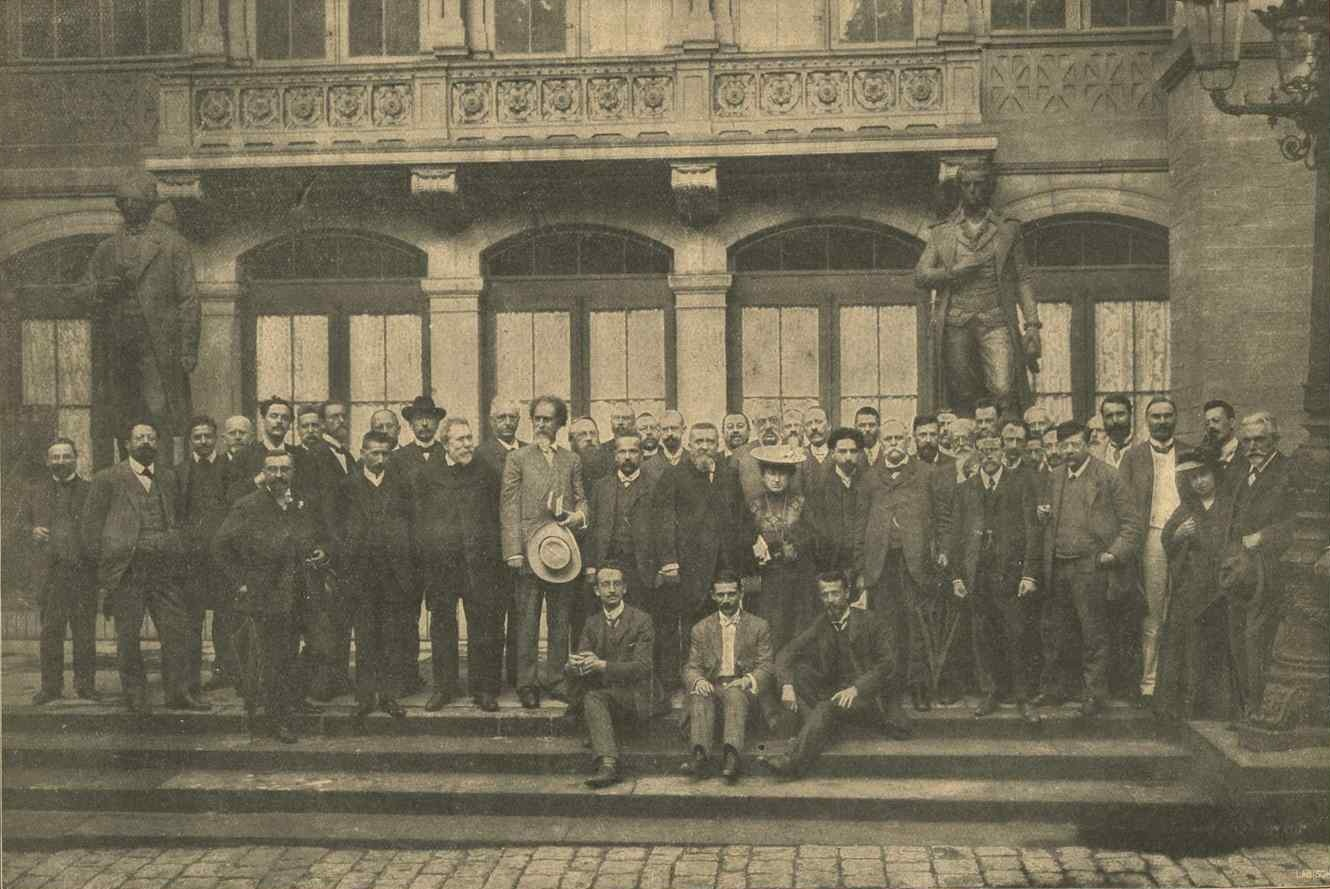
Bukharin e Lenin culparam o fracasso da Segunda Internacional em se opor efetivamente à Primeira Guerra Mundial ao problema da aristocracia operária.

Muitas teorias do imperialismo têm sido utilizadas para explicar uma tendência percebida para o reformismo, chauvinismo, ou social imperialismo entre a aristocracia operária, uma secção privilegiada da população trabalhadora nos países centrais, ou, em alternativa, toda a população. Segundo Eric Hobsbawm, o termo foi cunhado por Engels numa introdução a A Situação da Classe Trabalhadora na Inglaterra em 1885, mas descreveu um fenómeno que já era um tema familiar no debate sócio-político inglês. Engels identificou a aristocracia operária como um pequeno estrato de artesãos organizados em sindicatos artesanais, que beneficiavam do monopólio mundial industrial britânico. Bukharin e Lenin construíram sobre a breve descrição de Engels para concluir que todos os monopólios imperialistas criam superlucros, uma parte dos quais vai para salários mais elevados para os aristocratas do trabalho como um "suborno". Os aristocratas operários e os seus sindicatos artesanais procuram então defender a sua posição privilegiada, tomando posições de liderança no movimento operário, defendendo salários mais elevados para si próprios, ou defendendo o social imperialismo.
Lenin culpou estes aristocratas operários por muitos dos falhas percebidas do movimento operário, incluindo o economicismo, a crença na espontaneidade revolucionária e a desconfiança dos partidos de vanguarda. Lenin também culpou o chauvinismo social e o oportunismo dos aristocratas operários pelo colapso da Segunda Internacional, argumentando que o movimento operário teve de abandonar os estratos mais altos dos trabalhadores para "descer mais baixo e mais fundo, para as massas reais".
Desde a época de Lenin, outros teóricos radicalizaram a teoria da aristocracia operária para incluir populações inteiras, ou mesmo grupos inteiros de países. Os países semiperiféricos de Wallerstein têm sido descritos como uma aristocracia operária internacional que serve para difundir antagonismos globais. Zak Cope adaptou a teoria da aristocracia operária para argumentar que toda a população do núcleo beneficia de trocas desiguais, imperialismo histórico e colonialismo, transferências directas, e fluxos financeiros ilícitos sob a forma de bem-estar, salários mais altos, e preços mais baratos das mercadorias, uma ideia criticada por Charles Post.